# Sueca
Sueca es un municipio y ciudad español perteneciente a la provincia de Valencia y capital de la comarca de la Ribera Baja, ubicada en el centro costero de la Comunidad Valenciana. Se sitúa entre la Albufera de Valencia al norte, el río Júcar al oeste y al sur y las aguas del mar Mediterráneo al este. El núcleo urbano principal se encuentra a unos 10 km del mar, ante el que se asientan numerosos barrios surgidos en la segunda mitad del siglo XX debido al auge turístico de la zona.
Cuenta con una población de 28 480 habitantes (INE 2024) distribuidos en 11 entidades singulares de población, donde destacan, además del núcleo urbano principal del municipio, las entidades locales menores de Mareny de Barraquetes y El Perelló.
Su origen radica en una alquería andalusí a la que el 24 de febrero de 1245 Pere Guerau, jefe supremo de la Orden de San Juan de Jerusalén en la Corona de Aragón, otorga carta puebla. El 17 de enero de 1899 la reina regente María Cristina otorgó a Sueca el título de ciudad. Su economía se ha centrado hasta el XXI en la agricultura, destacando el cultivo del arroz tan extendido en la zona, por ello desde 1961 la ciudad alberga el Concurso Internacional de Paella Valenciana. Durante el primer tercio del siglo XX la ciudad vivió una época de esplendor económico y cultural que atestigua la numerosa arquitectura modernista presente en sus edificios y haber sido cuna de algunos de los escritores más importantes en idioma valenciano, como Joan Fuster, uno de los ensayistas más influyentes de este siglo

## Toponimia
El topónimo tiene varios posibles orígenes. Hay quien afirma que deriva del término en árabe: سويقة‎, romanizado: suwayqa, lit. 'mercadillo'. Se trata de un diminutivo de سوق (sūq) ‘zoco’ o «mercado», que coloquialmente se pronunciaba swēqa. También se han propuesto teorías que lo vinculan al oppidum romano Sucro, mencionado por autores clásicos como Livio.
Los gentilicios «suecano» para el género gramatical masculino y «suecana» para el femenino son los oficiales de la ciudad. En valenciano los gentilicios oficiales son «suecà» en masculino y «suecana» para el femenino. El gentilicio «sueco» tuvo cierto uso durante parte de los siglos XIX y XX y actualmente sigue siendo empleado por alguna institución cultural de la ciudad.

## Símbolos
Escudo

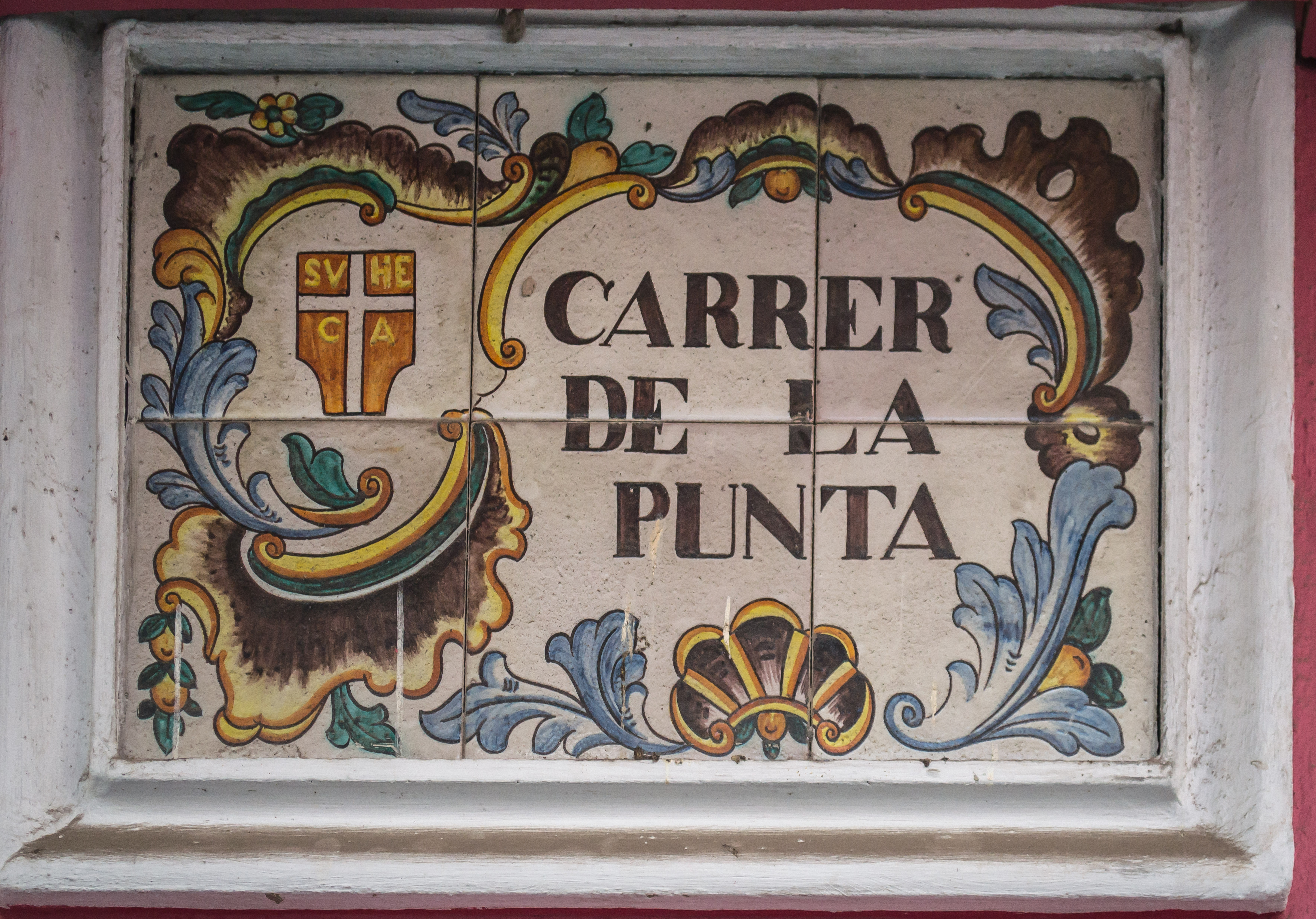
Placa para el nombre de las calles con la bandera de Sueca

El escudo de Sueca se define por el siguiente blasón:

Escudo cuadrilongo de punta redonda. En campo de plata, un árbol de sinople frutado de gules, con el tronco de su color, terrazado de sinople, destrado de un can sentado de sable, anudado a su tronco con una cadena también de sable. Al timbre, corona real abierta.

El actual escudo fue adoptado el 7 de febrero de 2003 modificando la versión adoptada en 1973 que se timbraba con una corona real cerrada.
El árbol sería una higuera que vendría a representar la candor y fecundidad mientras que el perro es un mastín que atado representaría la fidelidad y vigilancia. Su significado denota que Sueca es una ciudad agrícola, sencilla, fecunda, vigilante, fiel y caballerosa, cualidades muy presentes en sus tierras y sus gentes.
Bandera
La bandera local se define así:

Bandera de proporciones 2:3. De raso, encarnado o rojo, una cruz latina blanca. Sobre los cuatro ángulos de la cruz, también de blanco, la inscripción: SV– HE– C-A.

Esta bandera es de uso inmemorial por las autoridades de la ciudad y se basa en las enseñas de los Caballeros Hospitalarios pero no se adoptó oficialmente hasta el 13 de noviembre de 2002.

## Geografía

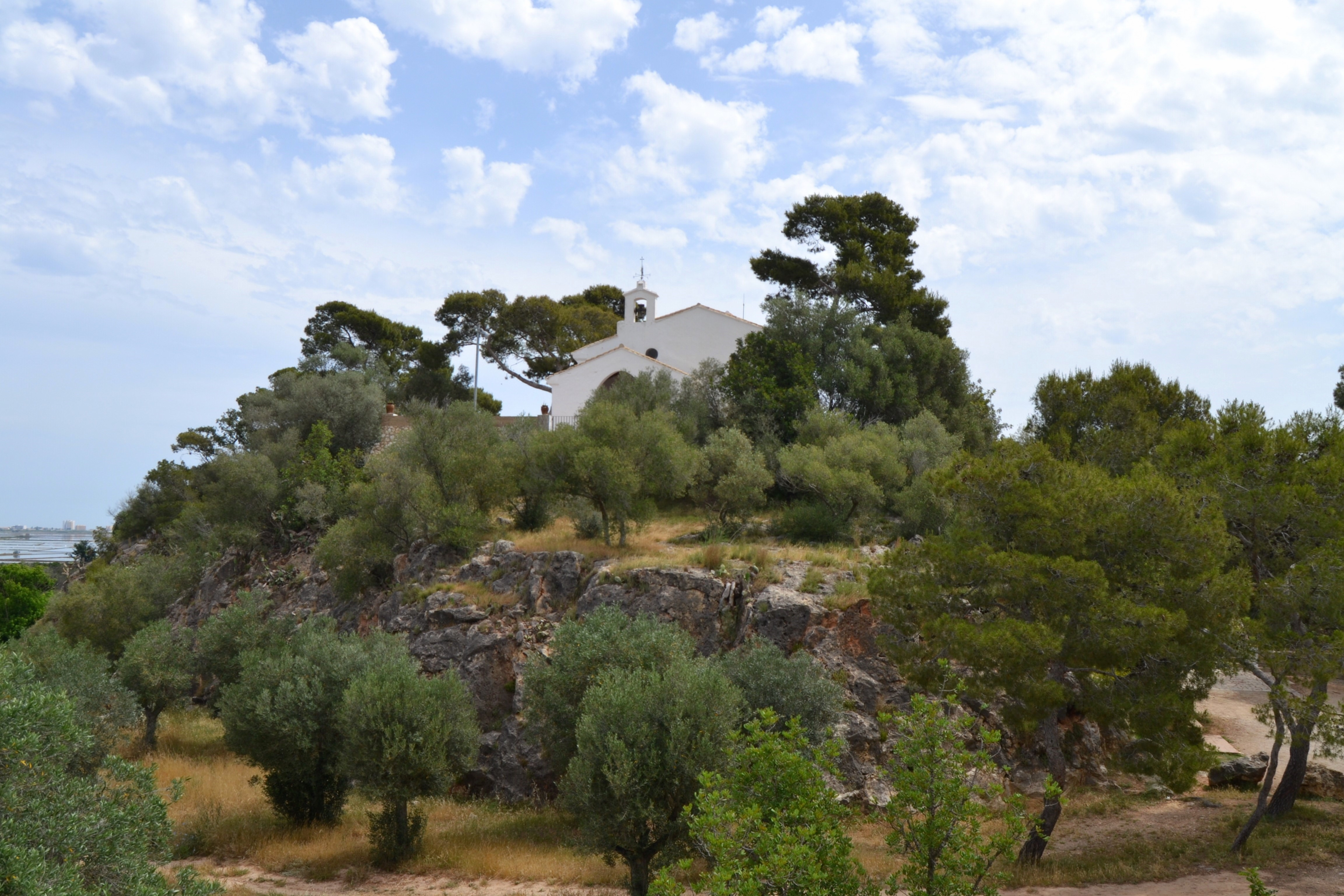
Montaña de los Santos

El término municipal se encuentra asentado en su totalidad sobre una llanura creada por las deposiciones del Júcar producidas durante el cuaternario holoceno que colmataron parte de la albufera formada por un cordón litoral surgida en la última glaciación creando una importante superficie de tierras pantanosas y humedales cerradas por la Montaña de Cullera y la sierra de Corbera ya fuera de los límites suecanos.
La altitud media del término municipal es de 5 m s. n. m., sobresaliendo únicamente en toda la orografía la Montaña de los Santos, una pequeña elevación de rocas calcáreas depositado en el centro del municipio durante el cretáceo constituyendo la última reminiscencia de la cordillera Prebética pese a contar con tan solo 27 m s. n. m. al erigirse como el principal mirador sobre el pasiaje de la zona.
| Noroeste: Sollana                            | Norte: Valencia                  | Nordeste: Valencia y mar Mediterráneo |
| Oeste: Albalat de la Ribera y Sollana        |                                  | Este: mar Mediterráneo                |
| Suroeste: Fortaleny, Riola y Poliñá de Júcar | Sur: Cullera, Fortaleny y Llaurí | Sureste: Cullera                      |

### Hidrografía
El río Júcar, se encuentra a 1 km de distancia, dejando a la ciudad en su margen izquierdo, es el principal recurso hídrico de la zona. De sus aguas se abastece la red de acequias construida a partir de 1457 sobre algún vestigio islámico. La Acequia Mayor es la más larga con 10 820 m y caudalosa transportando 15,4 m³/s de agua que riegan 8000 ha del municipio. El caudal se extrae de los canos y desemboca en la Gola del Rey con el nombre de Sequial que recibe tras pasar por el interior del casco urbano. A pocos metros de su nacimiento, de la Acequia Mayor surge la Sequieta Nova que envía sus aguas hacia el norte. La Acequia de Múzquiz reaprovecha una vieja canalización que no se puso en servicio hasta 1761 y riega las tierras entre el río y la población. Una tercera acequia es la de Campanar, surgida aguas arriba de las anteriores riega la partida homónima. Estas acequias se ramifican por todo el territorio en acequias secundarias —como la Nova—, filloles y reguerots según la cantidad de agua destinada a cada parte del término. Otras emanaciones de agua son el Ullal de Baldoví o Gran, un pequeño paraje de 0,45 ha, a 3 m de profundidad y con un caudal de 250 l/s y el Ullalet dels Sants o Xicotet a los pies de la Montaña de los Santos. De la antigua extensión de la laguna de la Albufera permanece con una masa de agua prácticamente todo el año el Estany de la Plana en el Perelló, que tiene salida directamente al mar por la gola del mismo nombre, la otra situada en el municipio y que sirve para desaguar la marjal es la Gola del Rey.

### Paisaje

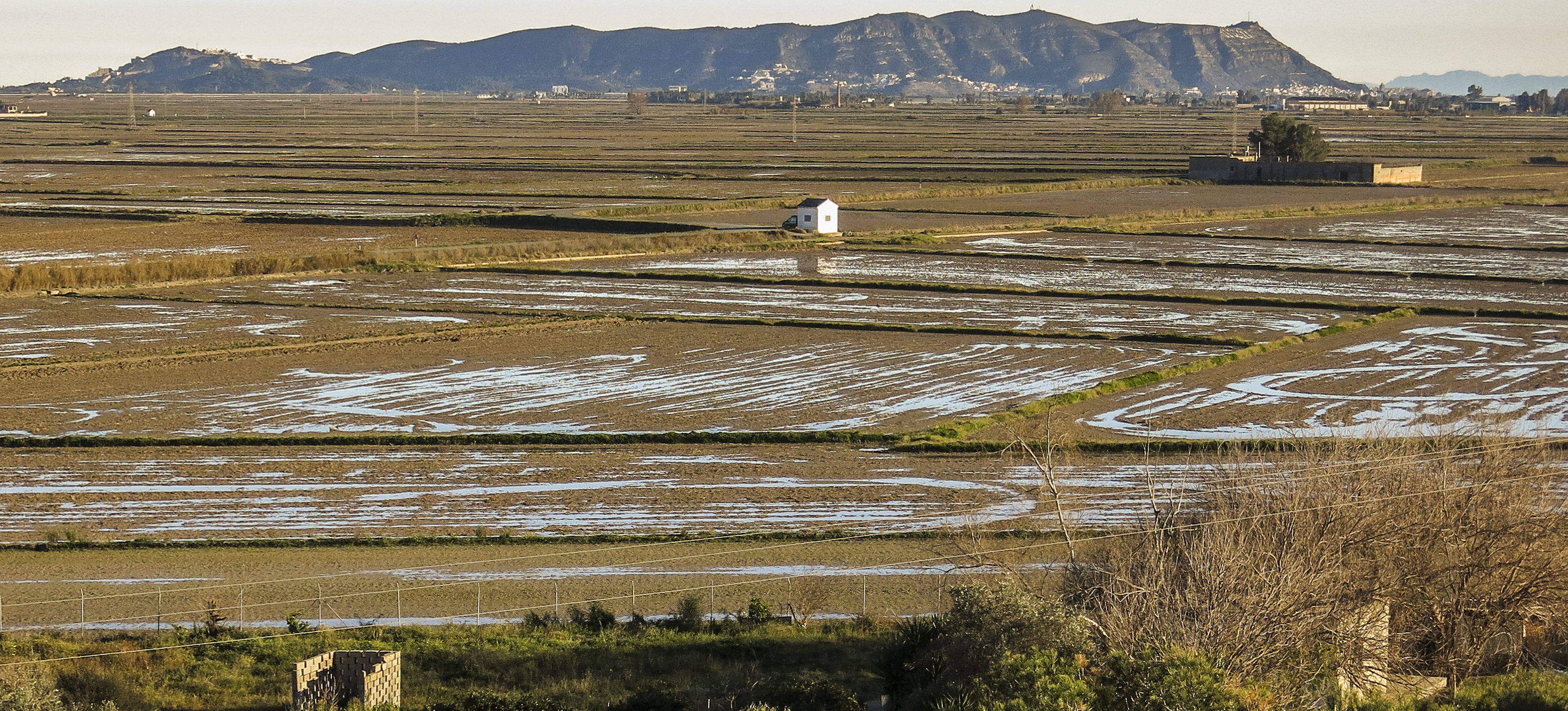
Vista de los arrozales y la Montaña de Cullera

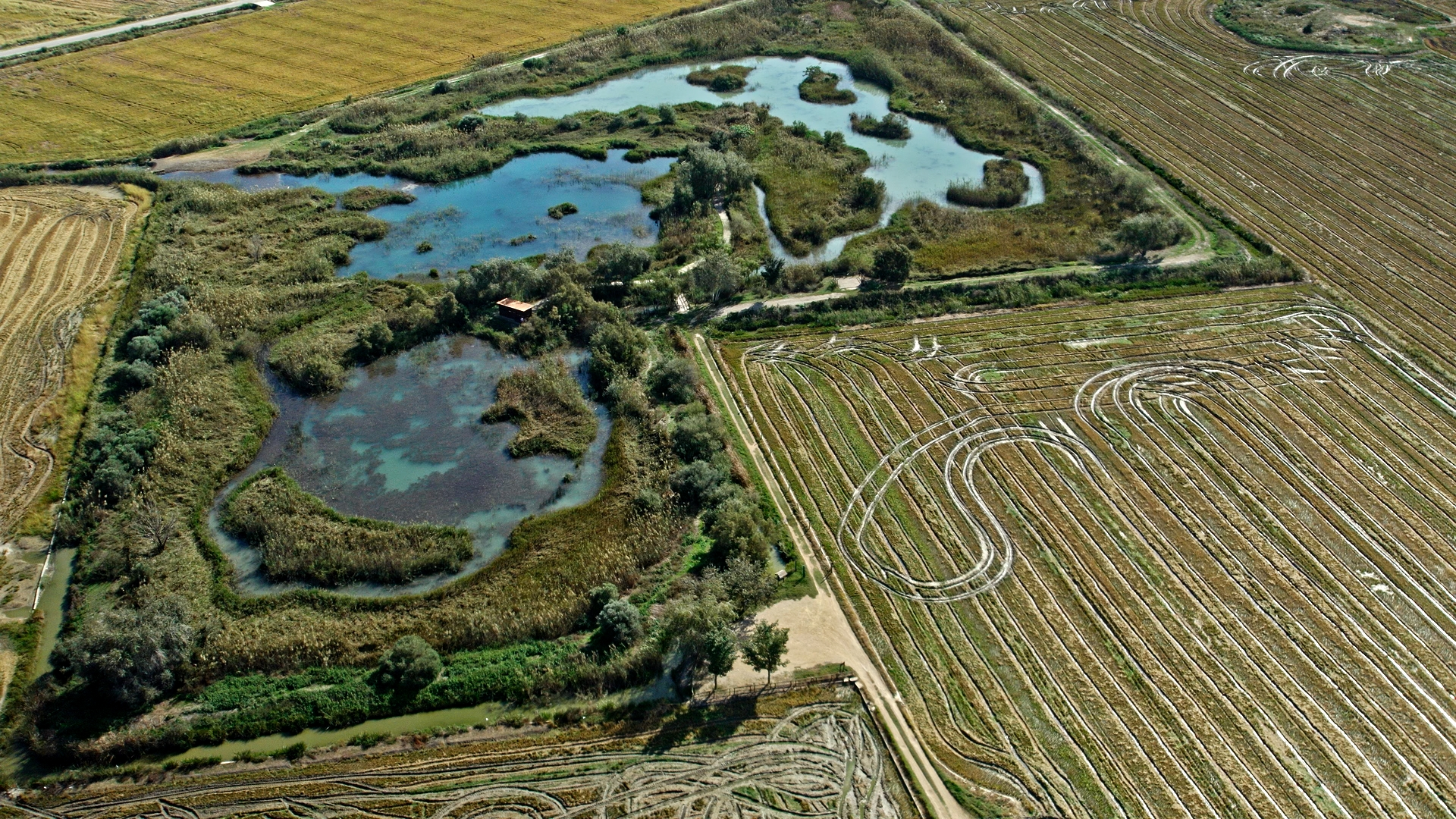
Vista aérea del Ullal de Baldoví

El paisaje suecano, que está completamente antropizado, puede dividirse en tres zonas:
- Las riberas del Júcar, en algunos puntos recrecidas artificialmente por la construcción de motas para evitar inundaciones provocadas por las crecidas del río, dedicadas al cultivo de especies arbóreas y forraje.
- La restinga litoral donde era posible la horticultura en los marenys, unos campos protegidos de la arena arrastrada por la brisa marina por vegetación y empalizadas de cañas y donde ahora se encuentran numerosas urbanizaciones y núcleos de población de carácter turístico.
- Los arrozales, que se extienden por la práctica totalidad del municipio en las marjales de la parte disecada de la albufera. Este es un paisaje muy cambiante a lo largo del año debido a las necesidades del arroz ya que se mantiene inundado en invierno y seco en verano. En este paisaje, aparte de la Montaña de los Santos, los ullals y el estany destacan las zonas conocidas como tancats, un conjunto de campos de arroz que situados sobre tierra ganada a la laguna por debajo del nivel de la superficie del agua del que se separan por una mota artificial y que están dotadas de una compuerta que deja pasar el agua para inundar por gravedad los campos en temporada, en sueca destacan los de l'Illa —de creación reciente con propósito medioambiental—, el de l'Estell y el de Baldoví o Baldovina. A ellos hay que sumarle los vedats, concretamente dos, el Vell y el Nou, cotos de caza de aves acuáticas donde se celebran las Tiradas.[14]

#### Espacios protegidos
Prácticamente todo el término municipal de Sueca se encuadra dentro del parque natural de la Albufera, incluyendo los arrozales y al restinga costera y sus núcleos de población al norte y al este de la ciudad dejando libre la ribera del Júcar y las proximidades del casco urbano principal. Este espacio natural, bastante bien conservado por pertenecer al pertenecer al Patrimonio Real desde 1250, fue declarado parque natural el 8 de julio de 1986 por la Generalidad Valenciana.
Desde la partida de Campanar al oeste los límites del parque natural son la fillola de la Martina, la Travessia de Campanar, el camino del Pas de Rossell, la Sequieta Nova, el camino Viejo de Valencia, el camino del Guardadany del Rafol y el del Guardadany del Clot, el Sequial, el Caminàs del Saladar, el camino de les Cendrosses, el braçal dels Ossos, el camino de la Mota del Saladar, el del Mareny de Vilxes, el de la Tarranguera, el del Guardadany del Pla, el de la Galdufa y la acequia de Cullera.
Lo que suma un total de 7222,24 ha suecanas dentro de este parque natural, el 34,38 % del mismo, que protegen toda la zona húmeda; que se complementa con otras declaraciones como la de Lugar de Importancia Comunitaria con 7251,48 ha o las 7250,70 ha de la zona de especial protección para las aves. Además en su interior se encuentra la microrreserva de flora de la Montaña de los Santos que ocupa 0,63 ha.
Otra zona protegida del municipio es el llamado curso medio y bajo del Júcar, con 34,58 ha declaradas zona especial de conservación y LIC.

### Playas

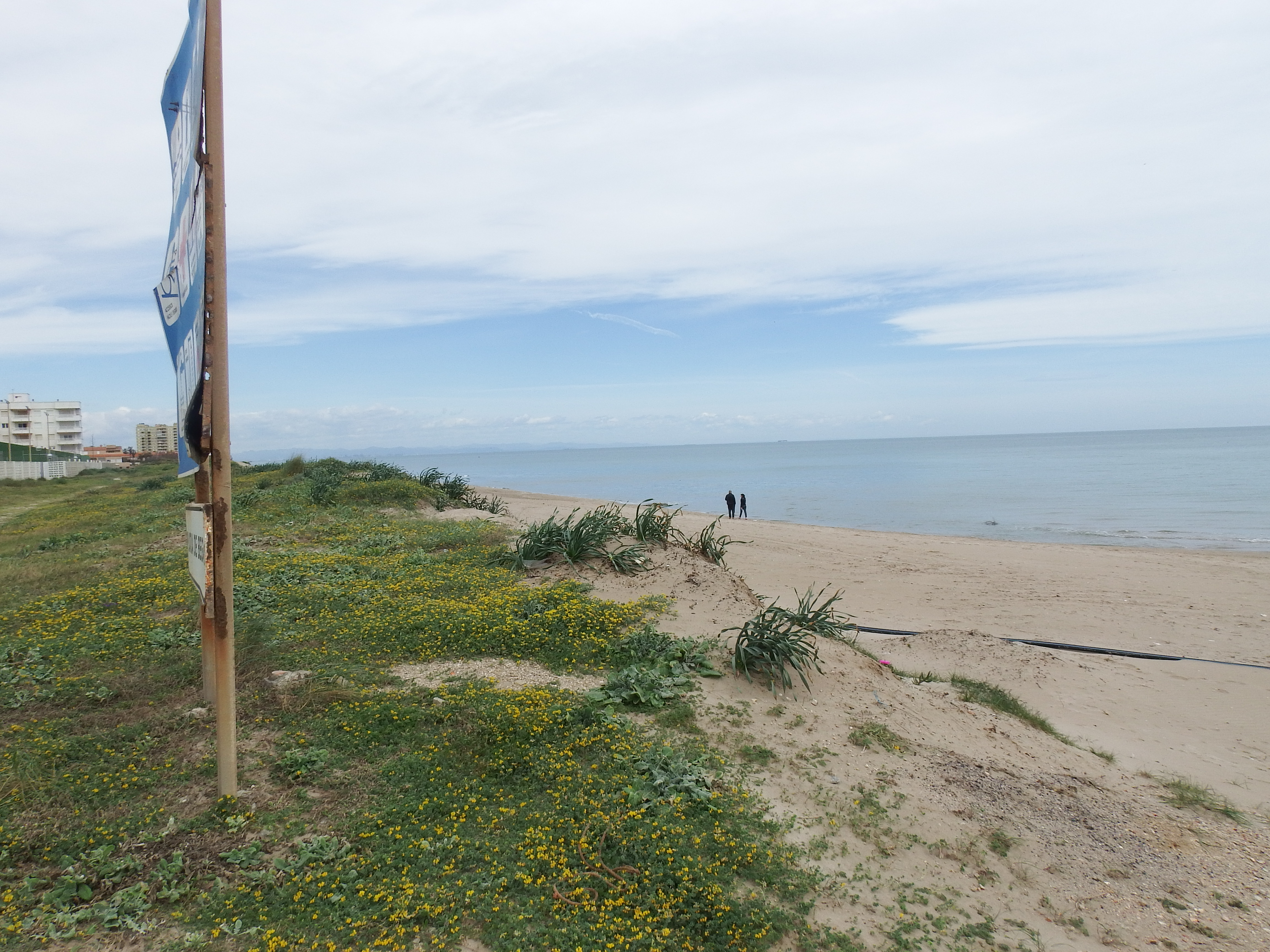
Playa de Bega de Mar

El municipio cuenta con unos 6,4 km de costa sobre la que se sitúan las siguientes playas:
- El Perelló, de 850 m de largo y una anchura media de 25 m.[18]
- El Pouet, con 850 m de largo y una anchura habitual de 20 m.[19]
- La Llastra, de 850 m de longitud y 50 m de ancho.
- Las Palmeras, con 1500 m de longitud y entre 28 y 46 m de ancho.
- Motilla, de 300 m de longitud y entre 39 y 49 m de ancho.
- Playa del Rey, tiene una longitud de 900 m y todavía conserva su cordón dunar.[20]
- Bega de Mar, con 950 m de longitud y una anchura que varía entre los 29 y 44 m.
- Mareny Blau, de 720 m de longitud y una anchura entre 51 y los 63 m.[21]

Las playas cuentan con todos los servicios requeridos para una playa urbana. Se caracterizan por su entorno natural, con áreas que conservan cordones dunares y vegetación autóctona, especialmente en zonas como Bega de Mar y Playa del rey, que forman parte del Parque Natural de la Albufera.

## Historia

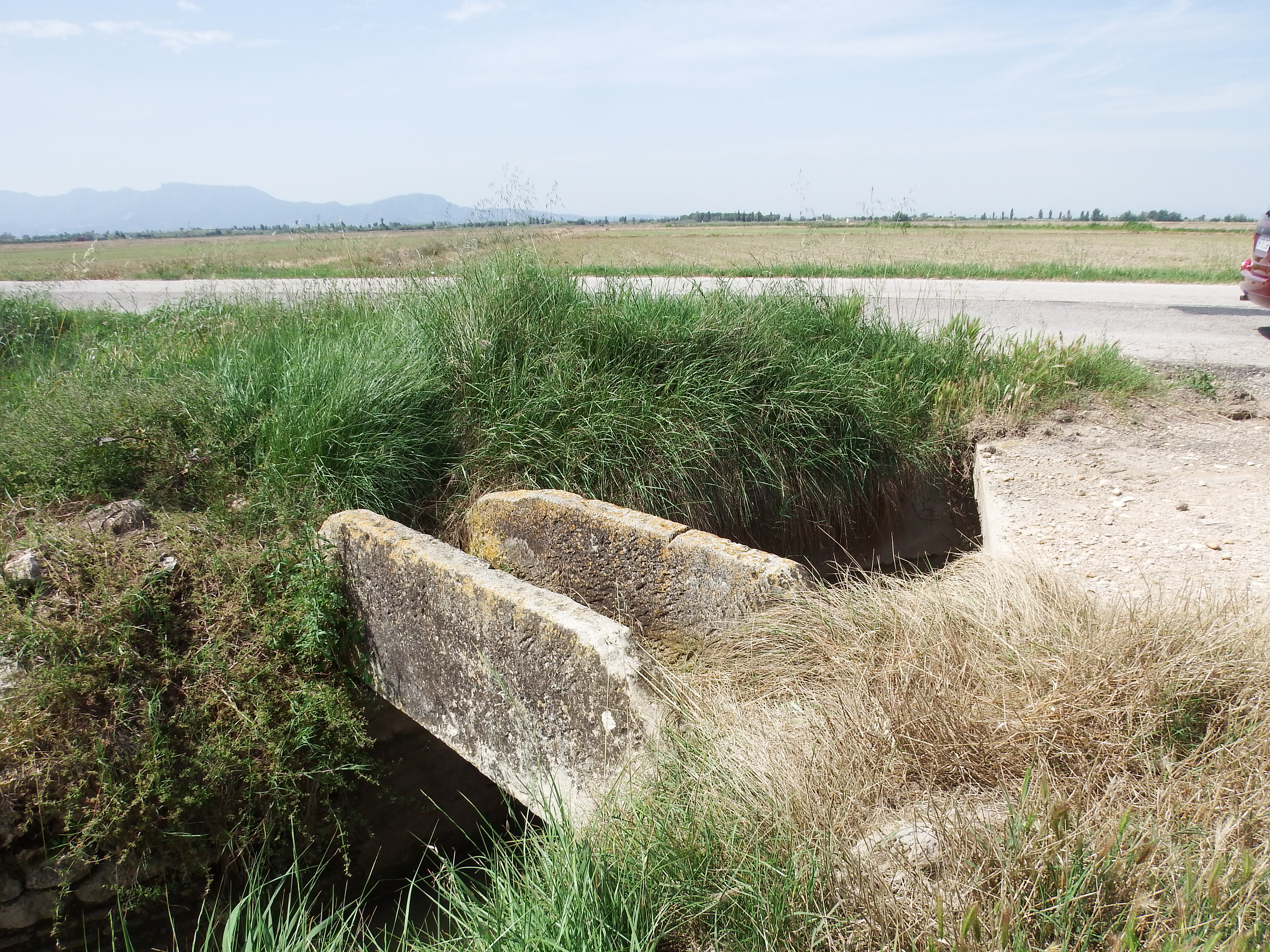
Sarcófago de Utxana

Los principales vestigios arqueológicos de Sueca son de época romana cuando empezaron los primeros trabajos de desecación de la albufera que por entonces ocupaba la mayor parte del municipio. De esta éopca destaca el sarcófago de Utxana del siglo V que se utiliza como puente para salvar una acequia.
Los árabes introdujeron el cultivo del arroz en la albufera que es sustento económico de la población hasta el día de hoy. También establecieron una alquería protegida por el castillo de Cullera, que atendiendo al topónimo de la ciudad probablemente sirviera de espacio de mercado para todos los asentamientos circundantes.
En 1239 Jaime I de Aragón conquista Cullera y dona todas las alquerías que de ella dependían a la Orden de San Juan de Jerusalén. El 24 de febrero de 1245 el jefe supremo de la Orden en la Corona de Aragón Pere Guerau otorgó carta puebla a la alquería de Sueca y autorizó el asentamiento de 16 familias cristianas procedentes del Campo de Tarragona. Curiosamente alguno de estos repobladores trajo consigo una enfermedad genética llamada miopatía de Miyoshi que en 2004 afectaba a 12 suecanos, el 30 % de los casos que en esa época se registraban de esta enfermedad rara en España.
En 1317 Sueca pasa a ser señorío del rey Jaime II que en 1319 la cedió a la Orden de Montesa, en 1337 el rey Pedro IV de Aragón otorga a Sueca el privilegio de celebrar mercado semanal. Durante la guerra de la Unión Sueca se posicionó con el bando real y fue saqueada por los unionistas. El 14 de febrero de 1361 el labrador Andrés Sales encontró una imagen de la Virgen María enterrada en el campo, ante el hecho milagroso la devoción fue aumentando entre los vecinos y el 23 de marzo de 1363 se pidió edificar un templo en el lugar donde fue hallada tomando por nombre el apellido de su descubridor. Las sucesivas guerras y epidemias de peste se cebaron con la localidad y en 1386 la Orden de Montesa tuvo que confirmar los privilegios de Sueca para revitalizar la población.
En 1457 Alfonso V de Aragón concede a Sueca el privilegio para regar las tierras con agua procedente del río Júcar, en 1484 el rey Fernando el Católico refrendó de nuevo el privilegio y las obras de construcción de la Acequia Mayor finalizaron en 1481. En 1522 la población fue saqueada en dos ocasiones por el bando agermanado durante la rebelión de las Germanías. En 1553 se delimitan los términos de Sueca y Cullera y el 31 de diciembre de 1566 la iglesia Mayor se erige como parroquia independiente.
Durante la guerra de sucesión Sueca apoyó a Felipe V como rey.
Entre mediados del siglo XVI y comienzos del XVIII la población a penas pasó de 1400 a 1700 habitantes. Esta etapa fue un primer esplendor para Sueca, en 1761 comenzaba la explotación de la acequia de Múzquiz a instancias de Miguel de Múzquiz y Goyeneche, se amplió el casco urbano, en 1793 comenzó el trabajo para empedrar las calles que se decoraron con paneles cerámicos devocionales, se reformó la iglesia de San Pedro, se construyeron nuevos edificios públicos de gran calidad arquitectónica, se vuelve a levantar el templo dedicado a la Virgen de Sales después de ser destruido en el terremoto de Montesa de 1748 y se instalan los primeros asentamientos arroceros, destacando los de Miguel Múzquiz y Cristóbal de Vilches.

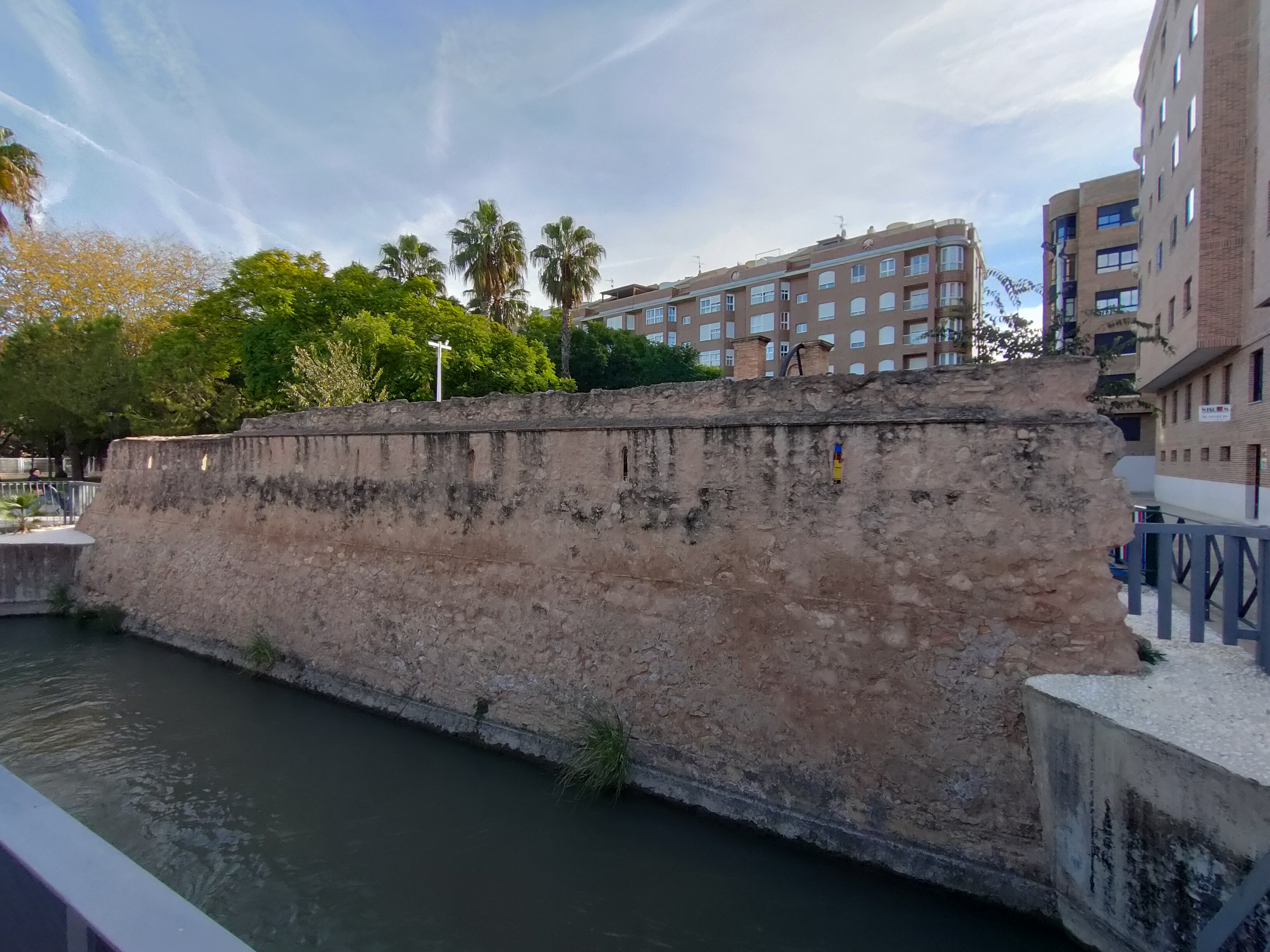
Muralla y el Sequial

En 1803 el valido del rey Carlos IV de España compra el señorío de Sueca y es nombrado duque de Sueca. El 19 de junio de 1813 las Cortes de Cádiz decretaron la plena libertad para el establecimiento de fábricas y el ejercicio de cualquier industria que hasta entonces era competencia del señor feudal. En 1873 los tribunales de justicia de la Primera República Española dieron la razón al ayuntamiento en sus pleitos contra Carlota Luisa de Godoy y Borbón marquesa de Sueca dictando la liberación del pago de tasas feudales alcanzando el municipio la total independencia y autonomía administrativa. Durante las guerras carlistas los habitantes conducidos por el miedo a una incursión carlista en la localidad construyeron una muralla entre 1838 y 1841 y que fue derribada en 1903 dejando los portales de entrada a la ciudad que serían suprimidos medio siglo después, pero todavía hay lienzos visibles en el espacio urbano suecano. En 1878 llegó el ferrocarril procedente de Valencia con destino Gandía. El 17 de enero de 1899 la reina regente María Cristina de Habsburgo concede a Sueca el título de ciudad alabando su eclosión demográfica y económica y su importancia agrícola. Más tarde, el 16 de mayo también le otorga el título de excelentísimo a su Ayuntamiento. En 1800 Sueca contaba con 5000 habitantes y dobló la población durante los siguientes 50 años.
Durante las primeras décadas del siglo XX siguió el crecimiento demográfico de la ciudad que en 1900 tenía 14 453 habitantes mientras que en 1930 se alcanzaron los 17 571. El 12 de agosto de 1902, el Papa León XIII, nombra a la Virgen de Sales patrona de Sueca. El crecimiento económico queda patente con las numerosos edificios de arquitectura modernista presentes en las calles de la localidad, el crecimiento urbano y la fundación de instituciones culturales.
La segunda mitad del siglo XX y el inicio del XXI se caracterizan por la urbanización un tanto descontrolada de la línea costera con grandes edificios con fines turísticos, un crecimiento demográfico sostenido que en 2011 dobló a la población de 1900 y un lento cambio económico donde el sector terciario y de servicios gana importancia.

## Demografía
Según el padrón Sueca contaba con 28 086 habitantes a 1 de enero de 2024.
Con una superficie del término municipal de 92,5 km2, su densidad de población es de 298,36 hab/km2.
La evolución demográfica de Sueca según los censos de población que se realizan cada diez años se muestra en la tabla:
| Gráfica de evolución demográfica de Sueca entre 1842 y 2021                                                         |
| |
| Población de derecho según los censos de población del INE Población de hecho según los censos de población del INE |

#### Distribución por entidades de población
Según el nomenclátor de 2023, el municipio de Sueca comprende 11 entidades de población, dos de ellas constituidas como entidad local menor.
| Entidad de población                | Población | Coordenadas                                                                                   | Distancia      |
| Entidad de población                | 2023      | Coordenadas                                                                                   | Distancia      |
| Bega de Mar                         | 116       | 39°14′4.75″N 0°15′7.99″O / 39.2346528, -0.2522194                                             | 9,5 km         |
| Mareny de Barraquetes Playa del Rey | 657 105   | 39°14′45″N 0°15′25.05″O / 39.24583, -0.2569583 39°14′38.92″N 0°15′53″O / 39.2441444, -0.26472 | 9,4 km 10,5 km |
| Mareny de Vilxes                    | 136       | 39°13′26.63″N 0°14′52.80″O / 39.2240639, -0.2480000                                           | 8,1 km         |
| Montaña de los Santos               | 1         | 39°14′32″N 0°18′58″O / 39.24222, -0.31611                                                     | 6,1 km         |
| Las Palmeras Diseminado             | 267 2     | 39°15′25.27″N 0°15′48.48″O / 39.2570194, -0.2634667 -                                         | 8,8 km -       |
| El Perelló                          | 1980      | 39°16′38″N 0°16′37″O / 39.27722, -0.27694                                                     | 11 km          |
| Sueca Diseminado                    | 24 368 12 | 39°12′09″N 0°18′40″O / 39.20250, -0.31111 -                                                   | 0 km -         |
| Lotería-Fernandet                   | 98        | 39°15′37.11″N 0°15′53.59″O / 39.2603083, -0.2648861                                           | 9,6 km         |
| La Llastra                          | 276       | 39°15′41.56″N 0°16′10.40″O / 39.2615444, -0.2695556                                           | 9,7 km         |
| Motilla                             | 80        | 39°15′9″N 0°15′37.70″O / 39.25250, -0.2604722                                                 | 11 km          |

## Economía

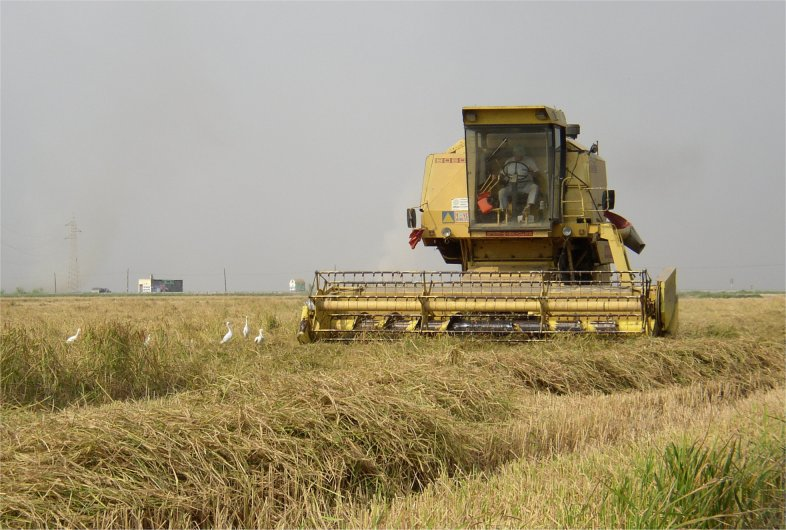
Cosechadora de arroz

La principal actividad económica histórica de Sueca es la agricultura, especialmente importante es el cultivo del arroz, que en 2005 ocupaba 6150 ha y en 2023 5959 ha (80,7 % del total) en 65 explotaciones, la mayoría asociadas a alguna de las tres cooperativas donde destaca la de la Unión Cristiana fundada en 1903. El arroz se transforma en algún molino arrocero de los que se contaban 20 a principios del siglo XXI.
Existen diversas explotaciones ganaderas que suman 378 cabezas de bovino y 1491 colmenas apícolas. Aunque la principal actividad ganadera se produce en otoño e invierno con la visita de rebaños ovinos trashumantes acuden a pastar a los arrozales. Sin embargo la principal actividad industrial alimentaria es un matadero de aves de corral.
Respecto a la industria, es escasa, basada en manufacturas diversas y la producción de maquinaria agrícola. En 2023 117 empresas se dedicaban a este sector económico. El municipio dispone de dos poolígonos industriales, El Terrer con 35 444 m² y l'Heretat de 279 037 m². En esa misma fecha existían 245 empresas dedicadas a la construcción.
El sector terciario y los servicios han crecido mucho convirtiéndose en el pilar económico de Sueca. En 2023 acogía a 1440 empresas, entre las que destacan las 626 dedicadas al comercio, transporte u hostelería, las 52 oficinas bancarias y de aseguradoras, los 261 profesionales dedicados a los servicios técnicos y los 153 dedicados a la enseñanza o la sanidad. Sueca cuenta con dos mercados, uno en el casco urbano principal conocido como La Plaça y otro en El Perelló, además celebra un mercado no sedentario semanal los viernes alrededor del edificio del mercado y otro de carácter semanal celebrado los domingos de verano en el núcleo de Las Palmeras y la Lotería. También existe un centro comercial llamado Sueca Parc que dispone de diversas grandes superficies comerciales.
El sector turístico dispone de 2 hoteles con 55 plazas, 2 hostales con 47 plazas, una pensión con 14 camas, 3 cámpings con capacidad para 4300 personas y 166 apartamentos turísticos legales con 920 plazas. De las empresas comerciales, 98 de ellas son restaurantes.

## Administración y política

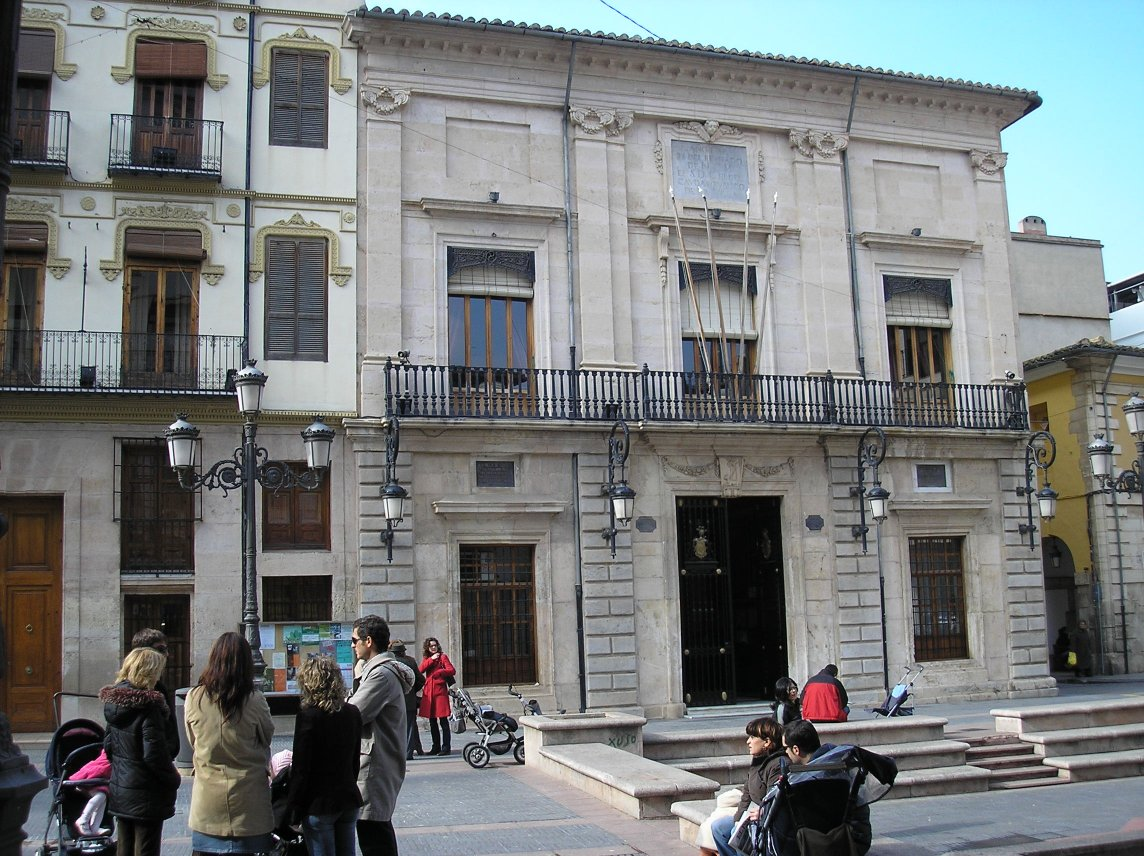
Ayuntamiento

Desde las primeras elecciones locales democráticas en 1979, una vez aprobada la actual Constitución de 1978, el ayuntamiento lo forma un pleno, que es el órgano de máxima representación política de los ciudadanos y el que toma todas las grandes decisiones del municipio, compuesto por 21 concejales, cifra que depende de la población de cada municipio, elegidos cada cuatro años por sufragio universal; que a su vez eligen de entre sus miembros al alcalde o alcaldesa, normalmente el líder del partido político con más apoyos, ya sea por haber formado una coalición o por haber obtenido de las urnas al menos los 11 concejales que constituyen la mayoría absoluta, si esto no sucede, en una segunda votación queda investido alcalde el candidato del partido más votado. El alcalde o alcaldesa formará la Junta de Gobierno Local, que es el órgano colegiado que colabora en la dirección política del municipio, con los 7 concejales y concejalas de su partido o coalición que haya nombrado Tenientes de Alcaldía. Entre los miembros de la Junta de Gobierno y el resto de concejales que lo apoyen, el alcalde repartirá, siguiendo criterios personales, las diferentes delegaciones de cada área competencial que maneja la administración local.
Entre las competencias más importantes que gestiona el Ayuntamiento de Sueca está la recaudación de impuestos municipales, la planificación urbanística, el mantenimiento de la seguridad pública, el suministro de agua potable y evacuación de las aguas residuales, el mantenimiento del espacio público, la gestión de algunos servicios sociales o la promoción cultural.
Desde 1979 hasta 2023 se han celebrado 12 procesos electorales. Tras las últimas elecciones y hasta el 28 de junio de 2024, el gobierno lo componían miembros del PSPV y de Sueca per Davant, mientras que desde esa fecha y hasta el 14 de agosto el gobierno fue en solitario y en minoría de los socialistas. Finalmente, el 14 de agosto de 2024 se celebró una moción de censura que dio la alcaldía al partido independiente Sueca per Davant con los votos de Compromís y una edil del PP. Las siguientes personas, representando a los siguientes partidos políticos, han ostentado el honor de ser alcalde o alcaldesa de Sueca:

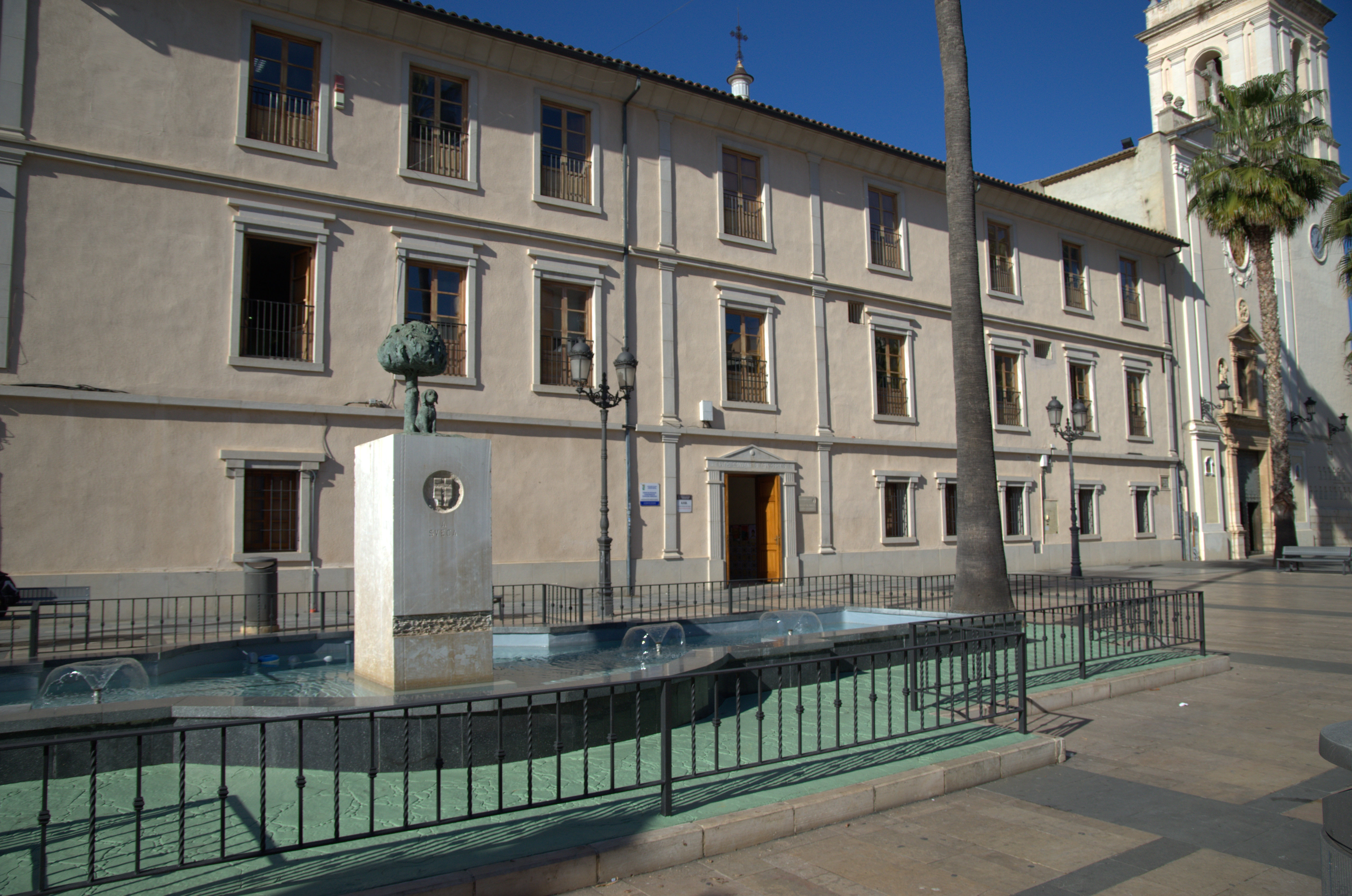
Antiguo convento franciscano

| Periodo   | Nombre                                                    | Partido                                          |
| --------- | --------------------------------------------------------- | ------------------------------------------------ |
| 1979-1983 | Jaime Lloret Solves (1979-1980) Alfredo Guillen Contreras | PCE                                              |
| 1983-1987 | Alfredo Guillen Contreras                                 | PCE                                              |
| 1987-1991 | Francisco Ferrer Carbonell                                | PSPV-PSOE                                        |
| 1991-1995 | Vicente Vera Chanqués (1991-1994) Ricardo Ortiz Sanz      | CDS - Centro Democrático y Social                |
| 1995-1999 | Salvador Gil Beltrán                                      | PSPV-PSOE                                        |
| 1999-2003 | Alfredo Guillen Contreras                                 | BLOC                                             |
| 2003-2007 | Salvador Gil Beltrán                                      | PSPV-PSOE                                        |
| 2007-2011 | Joan Baldoví Roda                                         | BLOC                                             |
| 2011-2015 | José Salvador Campillo Moncho                             | GISPM - Grup Independent Sueca, Perelló i Mareny |
| 2015-2019 | Raquel Tamarit Iranzo                                     | Compromís                                        |
| 2019-2023 | Dimas Vázquez España                                      | PSPV-PSOE                                        |
| 2023-act. | Dimas Vázquez España (2023-2024) Julián Sáez Vercher      | PSPV-PSOE Sueca per Davant                       |

| Partido político                         | 2011  | 2011  | 2011       | 2015  | 2015  | 2015       | 2019  | 2019  | 2019       | 2023  | 2023  | 2023       |
| Partido político                         | Votos | %     | Concejales | Votos | %     | Concejales | Votos | %     | Concejales | Votos | %     | Concejales |
| Partit Socialista del País Valencià      | 2754  | 17,01 | 4          | 2794  | 18,16 | 5          | 3455  | 24,72 | 6          | 4741  | 31,74 | 8          |
| Compromís                                | -     | -     | -          | 4894  | 31,81 | 8          | 4727  | 33,82 | 8          | 4151  | 27,79 | 7          |
| Partido Popular                          | 6089  | 37,61 | 10         | 2559  | 16,64 | 4          | 1849  | 13,23 | 3          | 2156  | 14,43 | 3          |
| Sueca per Davant                         | -     | -     | -          | -     | -     | -          | -     | -     | -          | 1798  | 12,04 | 3          |
| Ciudadanos                               | -     | -     | -          | 955   | 6,21  | 1          | 1601  | 11,45 | 2          | 638   | 4,27  | 0          |
| Grup Independent Sueca, Perelló i Mareny | 1414  | 8,73  | 2          | 1884  | 12,25 | 3          | 1269  | 9,08  | 2          | -     | -     | -          |
| Bloc Nacionalista Valencià               | 3302  | 20,4  | 5          | -     | -     | -          | -     | -     | -          | -     | -     | -          |

### Administración judicial
Sueca es cabeza del partido judicial homónimo que comprende a otros 12 municipios del entorno situados en las comarcas de la Ribera Baja y la Safor. Los juzgados se encuentran divididos en varios inmuebles de la ciudad, siendo el principal el colindante con el antiguo convento franciscano que sirvió como primera sede de los órganos judiciales.

## Urbanismo y arquitectura

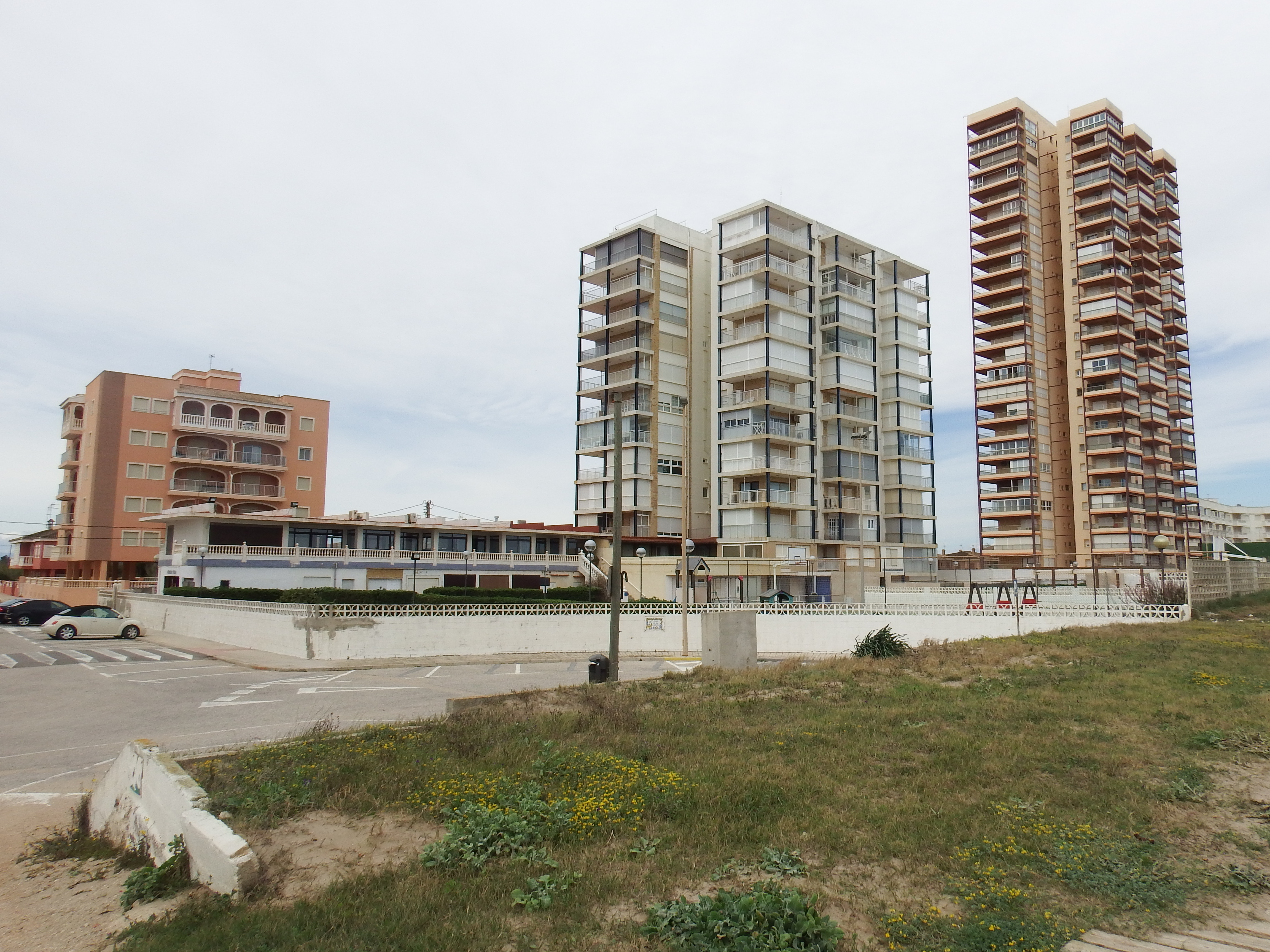
Panorama urbano de Sol, Mar y Naranjos

El casco histórico de Sueca se articula a partir de las plazas de San Pedro y del Lloc —actual del Ayuntamiento— de las que partían los principales caminos: el de Cullera, el de la Punta, el del Sequial y el de Valencia, y una circunvalación formada por las actuales calles de Utxana, Bonaguia, Punta, Patilots, plaza de Santo Domingo, Moro, Vall, Mare de Déu, de la Figuera y Almàsseres, una configuración en forma de estrella típica de los poblados andalusíes que aprovechaba la estructura rural de la zona sin necesidad de ninguna calle para funcionar.
En el siglo XVIII aparece el primer crecimiento netamente urbano de Sueca con la creación de la calle Nueva hacia la iglesia de Nuestra Señora de Sales y las calles pararlelas de San José o San Miguel entre otras. Esta fue una época de gran esplendor con la construcción de numerosos edificios públicos en estilo neoclásico muy influenciado por la Real Academia de Bellas Artes de San Carlos. También fue un momento de mejora de las condiciones urbanas con el empedrado que comenzó en 1793 y el ornato de las mismas con la instalación de numerosos paneles cerámicos devocionales.
Entre 1838 y 1903 estuvo en pie la muralla que protegió a la población de las guerras carlistas que se situaba sobre el actual paseo de la Estación, y las Rondas de Bernat Aliño, San Vicente de la Roda y Pare Talens, Ronda Cabanyal, de España, y siguiendo el camino de la acequia Mayor, sobre las actuales Ronda del Borx y del Materal. Este recinto amurallado no comprendía solo la población de la época sino que en su interior se encontraban huertos y fábricas. El suficiente espacio para que entre 1854 y 1860 Fulgencio Verger trazara el primer plan de reforma urbana que realineó algunas calles y parceló el terreno para ser edificado con casas de fachada estrecha y gran profundidad, se cubrió el Sequial pero la vía férrea establecida en 1878 impidió el crecimiento urbano hacia el norte. Por el sur surgieron arrabales obreros a los que el proyecto de ensanche de Buenaventura Ferrando Castells de los años 1920 que trazó la avenida del Maestro Serrano a penas dio solución.
En los años 1950 y 1960 se proyectaron nuevos planes de expansión de la ciudad hacia el sur buscando el río Júcar que no tuvieron demasiado éxito, siendo el crecimiento en esta época bastante anárquico. El principal problema del momento era el trazado urbano de la Carretera Nacional N-332 que no fue solucionada hasta la construcción de la A-38 en 2008. El mayor crecimiento urbanístico de la segunda mitad del siglo XX se produjo en los núcleos costeros, bien por la expansión de los ya existentes, como el Perelló y Las Palmeras, o por la creación de nuevas urbanizaciones como playa del Rey; Sol, Mar y Naranjos o Mareny Blau entre otros. Estas urbanizaciones destacan por su carácter estival y turístico formadas por grandes bloques de apartamentos de hasta 14 plantas de altura y residenciales de viviendas unifamiliares adosadas.
Por lo general, el núcleo urbano principal de Sueca se compone de calles rectas y regulares bien jerarquizadas y edificios que generalmente cuentan con 2 plantas de altura, lo que le da a la ciudad un aspecto muy uniforme.
La principal zona verde de la ciudad es el parque de la Estación, diseñado por Antonio Monforte en 1879 que contiene diversos monumentos, un templete de música y gran decoración de azulejos modernistas. Otras zonas verdes del núcleo urbano son los jardines del Sequial, junto a un tramo descubierto de la Acequia Mayor y un fragmento de la muralla, o el parque del Teular.

### Patrimonio

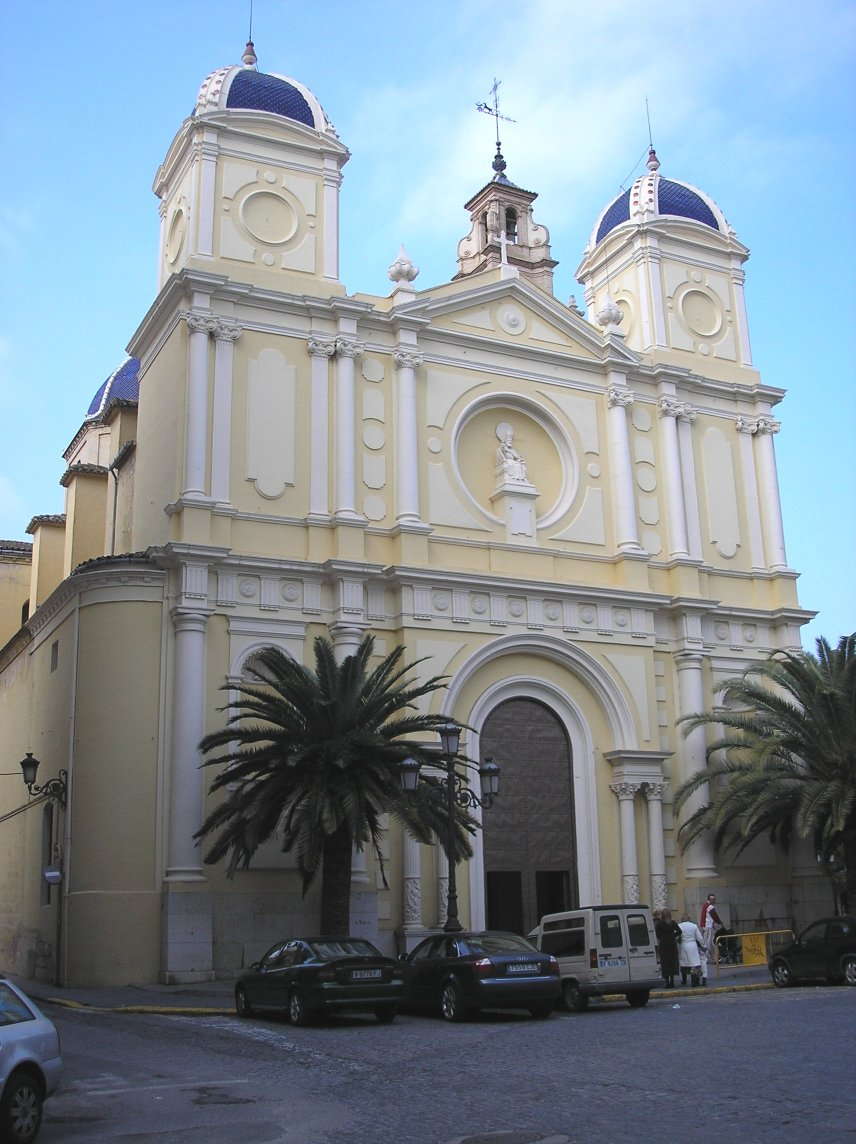
Iglesia arciprestal de San Pedro

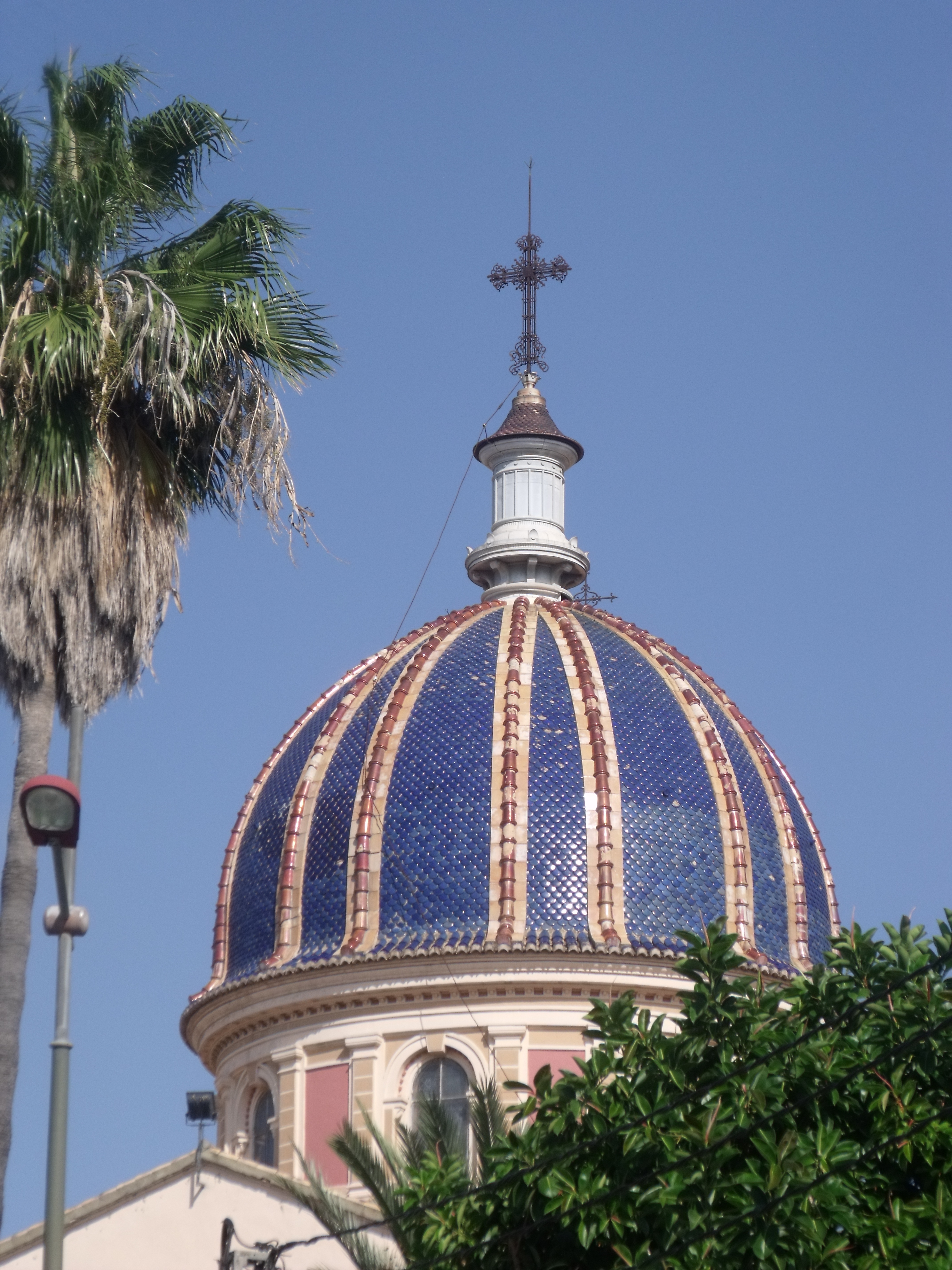
Cúpula de la Real iglesia de Nuestra Señora de Sales

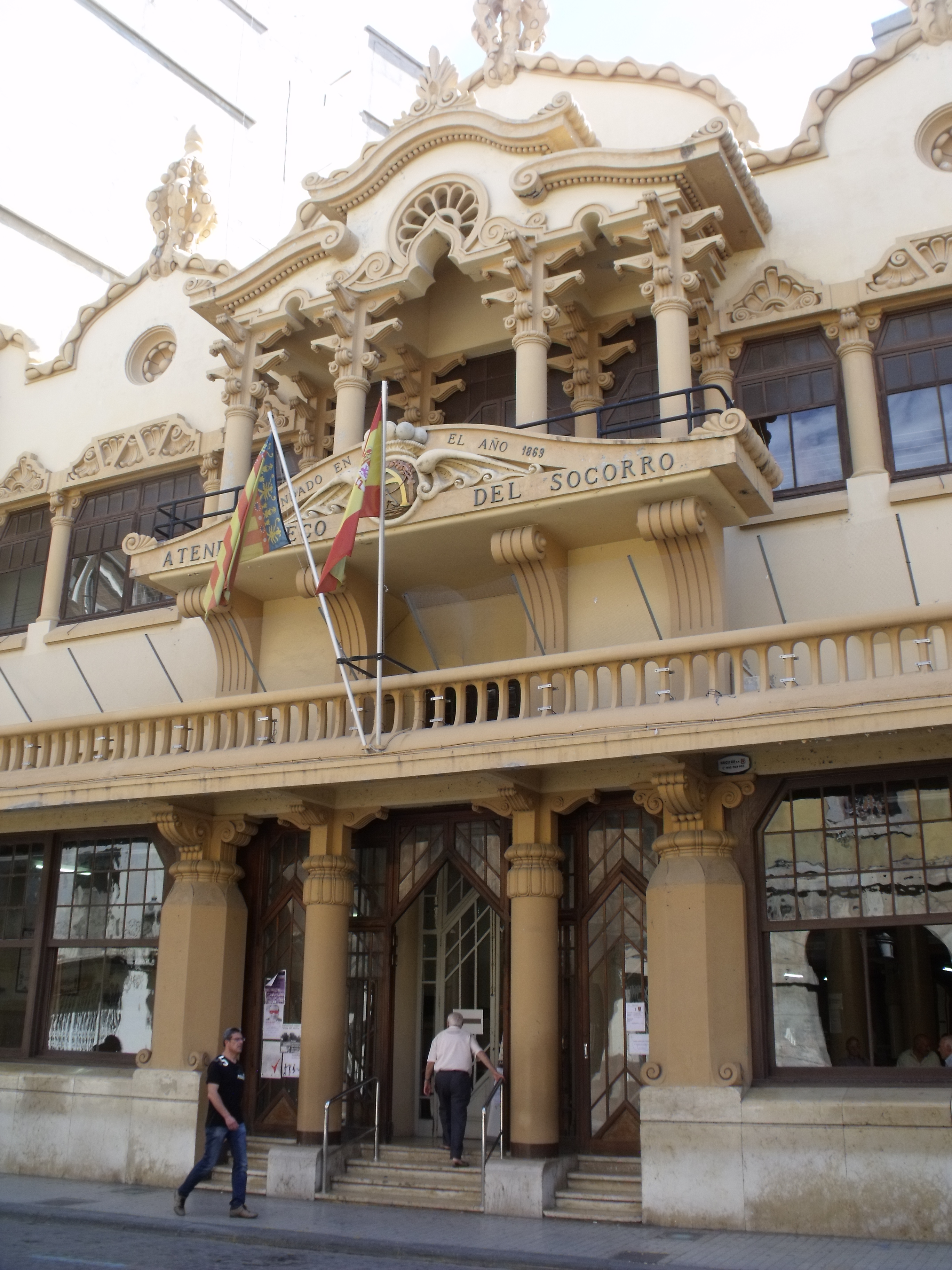
Ateneo Sueco del Socorro

#### Patrimonio religioso
- La iglesia arciprestal de San Pedro Apóstol tiene origen románico pero fue ampliada en el siglo XVI hasta alcanzar las tres naves con crucero y girola. Durante el siglo siguiente el templo volvió a ser remodelado añadiéndole la capilla de la Comunión, las características cúpulas de teja azul y la torre campanario. A principios del XX se remodeló la fachada principal creando una nueva portada e incorporando una torrecilla en cada lateral. En 1982 fue declarada Bien de Interés Cultural.[42]
- La ermita de los santos Abdón y Senén, ubicada en la Montaña de los Santos. Fue construida entre 1605 y 1613 de arquitectura típicamente mediterránea a la que en el siglo XIX se le adosó la casa del ermitaño.[43] En 1998 fue declarada Bien de relevancia local.
- La iglesia del Hospitalet se construyó en 1743 en estilo barroco constando de una sola nave cubierta a dos aguas de teja y cúpula con fachada enfoscada y pintada.[44]
- La real iglesia de Nuestra Señora de Sales fue construida entre 1753 y 1772 por el arquitecto fray Luis de Cabezas en estilo neoclásico. Su cúpula decorada con tejas azules es su elemento más destacado. En su interior alberga un gran lienzo atribuido al taller de Juan de Juanes.[45] Justo al lado se encuentra el convento franciscano fundado por Juan de Ribera a comienzos del XVII y desamortizado en 1836 y que sirvió como prisión y juzgados. En 1998 fueron declarados BRL.[46]
- La iglesia de San pascual Bailón de El Perelló es un edificio moderno con referencias a la tradicional barraca valenciana y uno de los máximos exponentes de la arquitectura religiosa de la segunda mitad del XX.[47] Fue declarada BRL en 1998.
- Otras iglesias declaradas BRL son la de Nuestra Señora de Fátima, Nuestra Señora del Carmen y Nuestra Señora del Rosario en Mareny de Barraquetes

#### Patrimonio civil
- La Casa Consistorial fue construida por Vicente Gascó en 1784 y su fachada de sillería en estilo neoclásico es una de las mejores manifestaciones de este estilo en la provincia. El resto de los muros sonde mampostería enfoscada y la estructura de madera, en su interior destaca la escalera de mármol y el vitral policromado modernista. Está declarado BRL.[48]
- La Muralla de Sueca se construyó entre los años 1838 y 1841 para proteger a la población de los ataques carlistas durante la primera de esas guerras civiles. Fue derribada en 1903 pero todavía quedan en pie algunos de sus lienzos. Fue declarado BIC en 1998.[49]
- El Mercado de El Perelló es una gran nave de madera y acero con dos voladizos laterales que cubren los diferentes puestos de venta. Cerca de allí se encuentra el edificio del Casino. Ambos están declarados Bienes de relevancia local.[50]

Arquitectura modernista

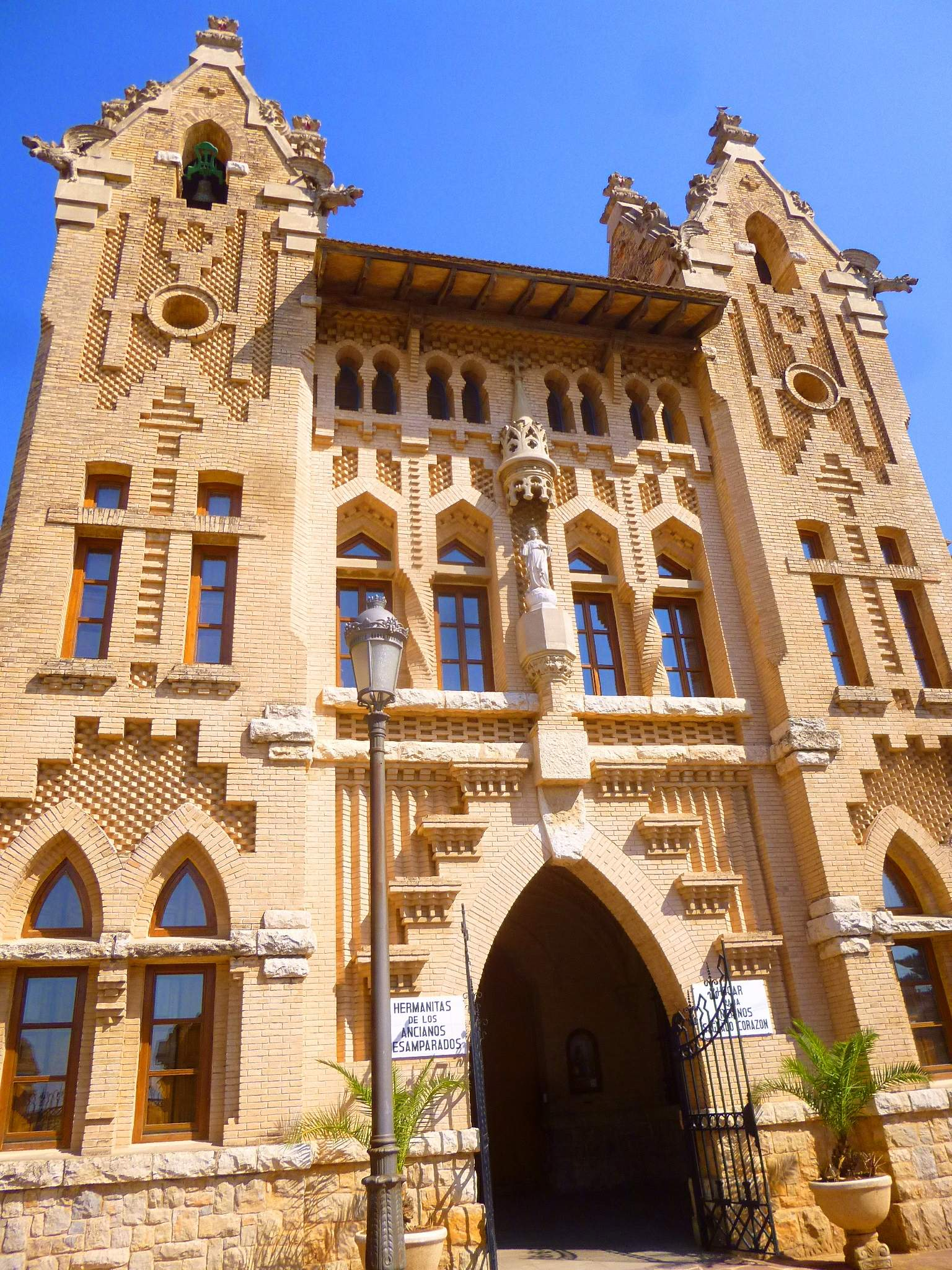
Asilo de Ancianos Desamparados

Los edificios más destacados del modernismo suecano son:
- Pasaje Vallés: edificio residencial construido por Antoni Sancho en 1860 que cuenta en su interior con un pasaje interior descubierto con locales comerciales.
- Casa de Pascual Fos edificada en 1909 por Buenaventura Ferrando Castells en estilo modernista con influencias centroeuropeas.
- Casas de Ignacia Cardona: conjunto de 6 viviendas destinadas a la clase obrera en estilo modernismo popular obra de Buenaventura Ferrando Castells en 1913.
- Escuelas Jardín del Ateneo: de Buenaventura Ferrando Castells construidas en 1914.
- Casa de Joan Fuster: obra de Buenaventura Ferrando Castells de 1917 de carácter neogótico.
- Hogar Asilo de Ancianos Desamparados del Sagrado Corazón: construido por Buenaventura Ferrando Castells entre 1911 y 1919 en estilo neogótico hecho a base de ladrillo caravista con detalles neomudéjares. El edificio es de planta rectangular con cinco naves y capilla en el centro todo profusamente decorado con motivos árabes, góticos, mudéjares y modernistas. En 2001 fue inscrito como BRL.[51]
- Matadero municipal: obra de Ll. Ferreres y Buenaventura Ferrando Castells construida entre 1921 y 1924 destaca su puerta principal con ornamentación típicamente modernista de tipo geométrico trabajada en ladrillo.
- Casa Collantes: de Julián Ferrando Ortells en 1926 y aspecto noble y elegante de estilo regionalista de inspiración barroca.
- Ateneo Sueco del Socorro: obra de Juan Guardiola Martínez de 1929 con fachada inspirada en el arte oriental. En el interior destaca su distribución y decoración destacando los murales de Regino Mas y Alfredo Claros. En 2001 fue declarado BRL.[52]
- Escuelas Carrasquer: diseñadas por E. Artal y Julián Ferrando Ortells en 1929, destaca el pórtico de columnas jónicas con frontón y reloj de la fachada principal.
- Escuela Cervantes: por Julián Ferrando Ortells en 1935 destaca la disposición horizontal de la fachada con la separación entre dos pisos realzada por placas cerámicas de color rojo.
- Teatro Serrano: en estilo art déco valenciano construido entre 1934 y 1935 por Juan Guardiola Martínez.[53]
- Sociedad Recreativa la Agricultura: proyectado por Julián Ferrando Ortells en 1936 en estilo art decó. Destaca su chaflán realzado para destacar en el conjunto de la plaza del Ayuntamiento de la localidad.

## Servicios

### Bienestar social
Las competencias en materia de servicios sociales y de atención sociosanitaria están divididas entre la Consejería de Servicios Sociales, Igualdad y Vivienda de la Generalidad Valenciana y el Ayuntamiento de Sueca, con una importante participación del sector privado, de organizaciones sin ánimo de lucro y de congregaciones religiosas católicas.
Teniendo en cuenta todos los centros, independientemente de su titularidad, suman dos dedicados a menores, donde destacan el centro de acogida la Encarnación; 4 dedicados a personas con diversidad funcional, destacando varios centros ocupacionales y de día destinados a enfermedades específicas; 8 centros dedicados a la atención de personas con enfermedades mentales y 4 centros dedicados a la tercera edad y dependientes entre ellos un Centro de Atención a Mayores de la Generalidad, diversos centros de jubilados municipales, diversos centros de día y dos residencias de personas mayores.

### Educación

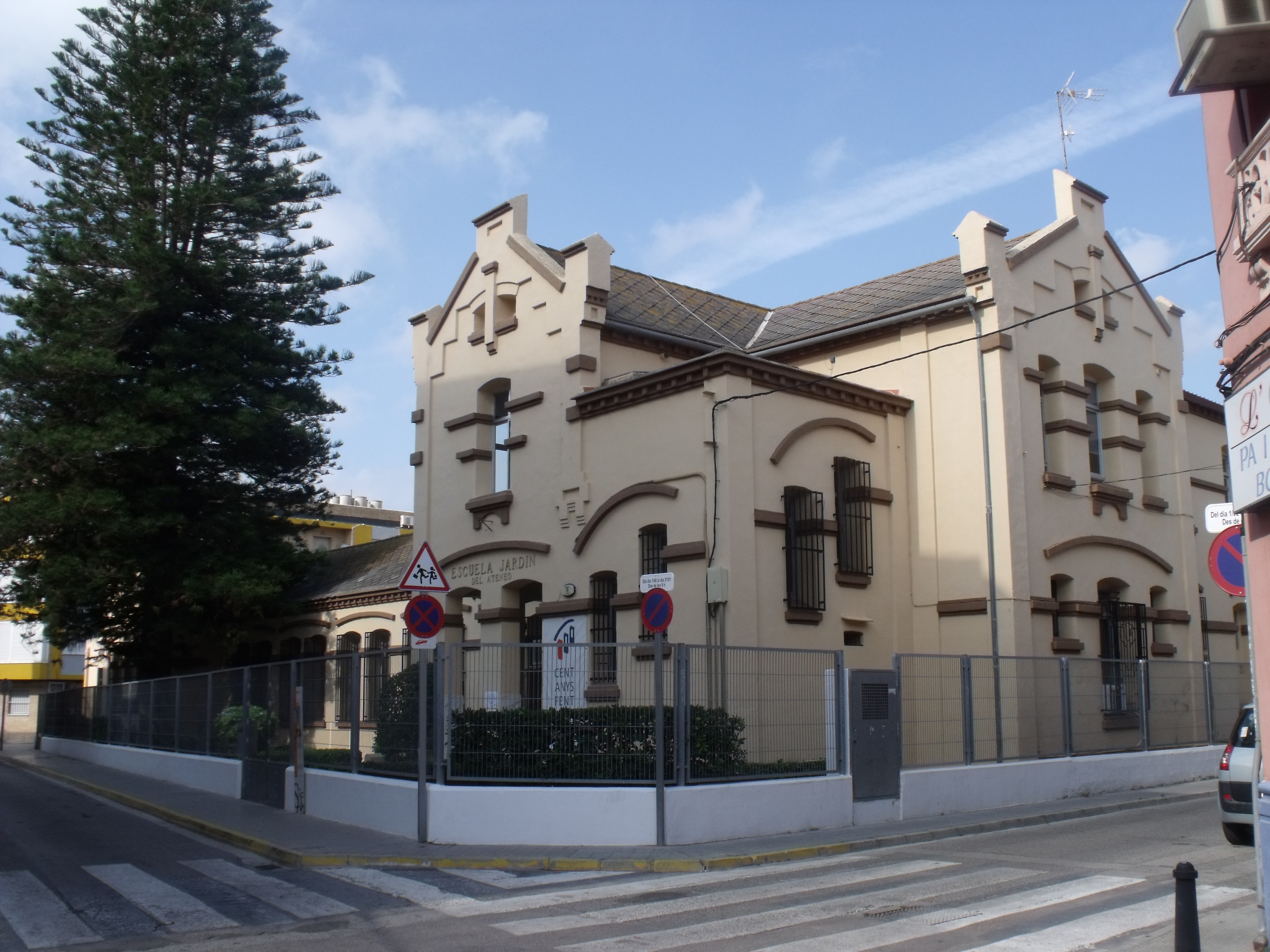
Centro concertado El Jardín

El ámbito de la enseñanza suecana se compone de los elementos que indica el sistema educativo español en las diferentes leyes que lo regulan. De acuerdo con ello las competencias en esta materia son ejercidas por la Consejería de Educación, Universidades y Empleo de la Generalidad Valenciana en todos los niveles, con unas pocas competencias reservadas al ayuntamiento en temas de educación infantil, primaria y enseñanzas no regladas, así como la de elaborar el calendario escolar aplicable a todos los niveles educativos no universitarios.
La educación infantil de primer ciclo (0 a 3 años) se imparte únicamente en una escuela infantil pública exclusiva situada en El Perelló, así como en 4 centros ubicados en la ciudad. La enseñanza obligatoria compuesta por el segundo ciclo (3 a 6 años) de infantil y la educación primaria se imparte en 3 colegios de la ciudad y en el situado en cada ELM, además existen 6 centros educativos concertados que también ofrecen la educación secundaria obligatoria, además del único institutos que también oferta bachillerato, junto a uno de los colegios concertados, y formación profesional. Así mismo, también existe un centro de educación para personas adultas y un centro educativo para personas con necesidades especiales.
En Sueca también se ofrecen enseñanzas de régimen especial en el ámbito de la música para los que existen 2 conservatorios profesionales. Además existe una escuela municipal de artes que ofrece enseñanzas para aficionados.

### Sanidad
Las competencias en sanidad y salud pública corresponden a la Consejería de Sanidad, que es la encargada de la gestión del Sistema nacional de salud en la Comunidad Valenciana.
La sanidad pública y universal se organiza en torno al área sanitaria del que el centro de salud integrado de Sueca es cabecera y que depende del departamento de salud de la Ribera. Este centro de salud cuenta con todos los servicios de atención primaria general y pediátrica, así como de consultas externas, rehabilitación, salud sexual y reproductiva, salud mental y urgencias.
De esta área sanitaria dependen los consultorios médicos de 4 de los municipios colindantes, así como los de las ELM y el de desplazados de Las Palmeras que solo funciona en temporada estival.

### Seguridad
En la ciudad existe una casa cuartel de la Guardia Civil en la Ronda de España con el rango de Puesto y el servicio de una compañía.
La Policía local a cargo del Ayuntamiento de Sueca dispone de comisaría propia en la Ronda del País Valenciano y retenes en ambas ELM. También se ofrece el servicio de policía rural con sede en la calle Cullera.
El servicio de Protección Civil está formado por personal voluntario, que actúa en caso de situaciones de emergencia o para prevenirlas en actos multitudinarios.

### Comunicaciones

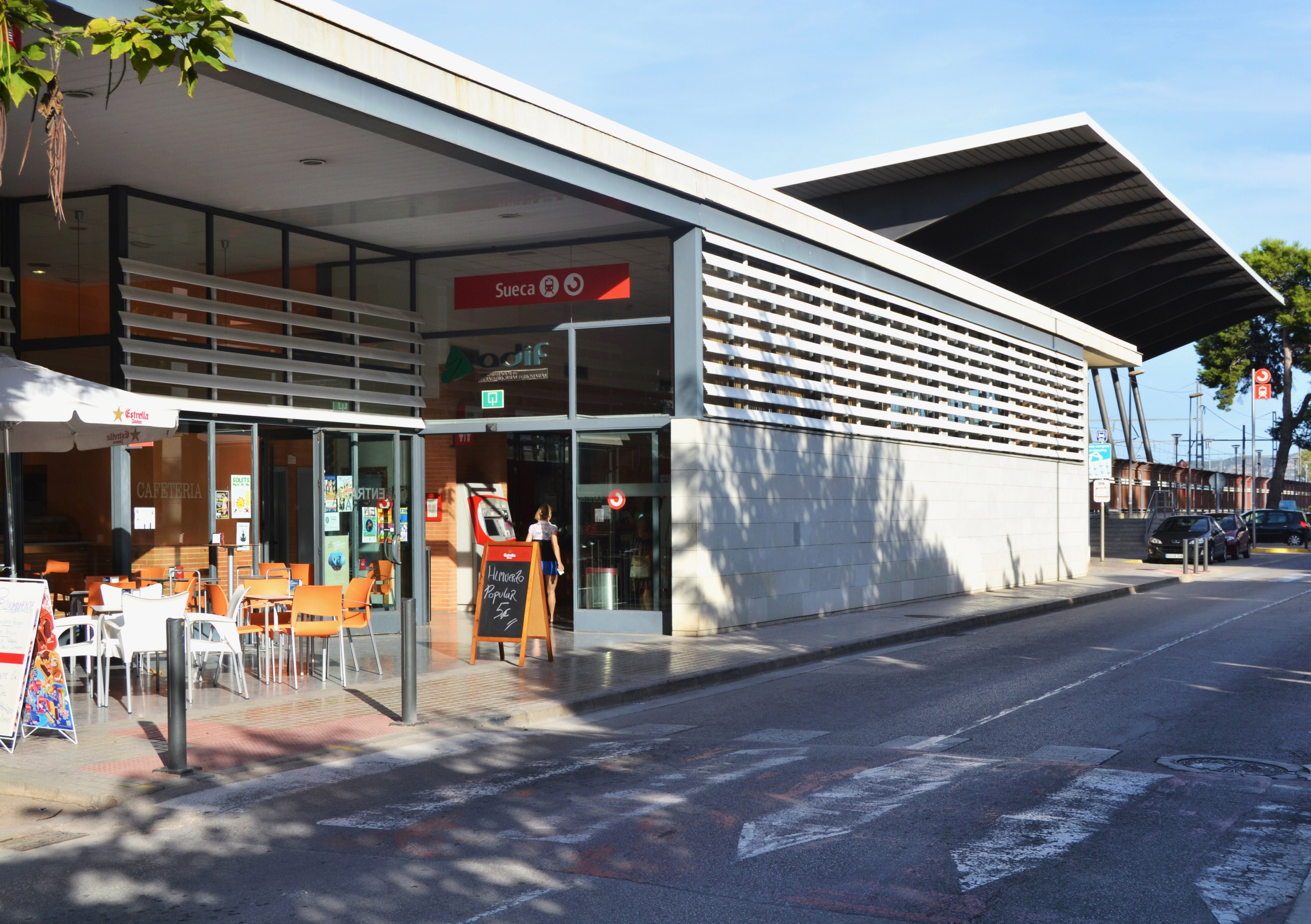
Exterior de la estación de tren

#### Red viaria
Las principales carreteras que discurren por el término municipal de Sueca son las siguientes:
| Identificador | Itinerario          | Descripción                                              |
| ------------- | ------------------- | -------------------------------------------------------- |
| A-38          | Autovía A-38        | Valencia-Gandía                                          |
| N-332a        | Carretera nacional  | Vera-Valencia                                            |
| CV-500        | Autopista del Saler | Conecta Valencia con la A-38 por la costa de la Albufera |
| CV-502        | CV-502              | Mareny de Barraquetes-Cullera                            |

#### Transporte público
La estación de tren de Sueca solo da servicio a la línea C-1 de Cercanías Valencia con origen y destino la Estación del Norte de Valencia o las de Playa y Grao de Gandía y la de Gandía.
El transporte interurbano por carretera conecta la ciudad, y alguno de sus núcleos costeros, con las poblaciones de la comarca más cercanas. Una línea de autobús interurbano conecta toda la costa desde el Mareny Blau hasta el centro de Valencia, además la línea 25 del autobús urbano de Valencia sirve a El Perelló.
La ciudad dispone de un servicio de autobús urbano circular y gratuito que sirve al núcleo principal y a puntos de interés relativamente alejados del mismo.

## Cultura
Sueca es una ciudad fuertemente ligada a la cultura, el arte y la literatura.
En el ámbito de las artes escénicas, la compañía suecana Maduixa Teatre, ha logrado conjugar en sus espectáculos el teatro, la danza, las artes plásticas y la tecnología con una cuidada puesta en escena y una sólida interpretación que les ha permitido hacer giras internacionales y recibir numerosos premios. La celebración de las fallas es un importante difusor cultural en la ciudad, las 16 comisiones del municipio fundaron en 2012 el Casal Bernat i Baldoví para promover y poner en valor la cultura que implican las fallas más allá de la celebración festiva.
Sueca cuenta con 3 bandas de música, la Sociedad Unión Musical, el Ateneu Musical y la Agrupación musical El Perelló, todas ellas se encargan de mantener y expandir la cultura y la tradición de música de banda de la Comunidad Valenciana declarada manifestación cultural representativa del patrimonio inmaterial de España por el Ministerio de Cultura en 2021, y por ello fueron declaradas BIC inmaterial en 2018. El Ateneu Musical integra a la asociación coral Echo Vocis, que así mismo cuenta con un coro de voces blancas. Además la ciudad cuenta con un notable número de músicos de pop, rock, heavy metal o jazz entre otros estilos que forman o han formado parte de bandas y orquestas. El reconocido compositor José Serrano Simeón nació en Sueca en 1873.
La ciudad ha sido cuna de un importante número de escritores en lengua valenciana como el sainetista José Bernat Baldoví (1809-1864); el historiador, lingüista y editor Nicolau Primitiu Gómez Serrano (1877-1971); el ensayista figura clave del nacionalismo valenciano Joan Fuster i Ortells (1922-1992) o Josep Franco i Martínez.

### Equipamientos culturales
- El Archivo Municipal de Sueca ubicado en el antiguo convento, es la institución encargada de reunir, organizar, conservar y difundir la documentación producida y recibida por el ayuntamiento desde su creación.
- La Biblioteca Pública Municipal de Sueca se ubica en el Molí del Fariner donde cuenta con salón de actos, sala de estudio, la sala Nicolau Primitiu dedicada a libros valiosos, hemeroteca, sala multimedia y sala infantil.[70] Las dos ELM cuentan con una Agencia Municipal de Lectura.
  - La Biblioteca Suecana Centro de Documentación Local, conforma el fondo local de la Biblioteca Pública Municipal y contiene obras de temática local o realizadas por autores del municipio, incluyendo libros, prensa y material audiovisual.[71]
- El centro cultural Bernat i Baldoví ubicado en el antiguo Cine Lido de 1959 fue reconvertido en el principal espacio escénico de la ciudad donde tiene lugar la exhibición de espectáculos teatrales, de danza, conciertos y proyecciones cinematográficas.[72]
- El Casal Jove de Sueca es un espacio multifuncional para jóvenes, con salas de exposiciones y de reuniones y un estudio de grabación.[64]
- El Casal multiusos es un gran recinto preparado para acoger diversas actividades de gran formato.[64]

Espacios museísticos y expositivos

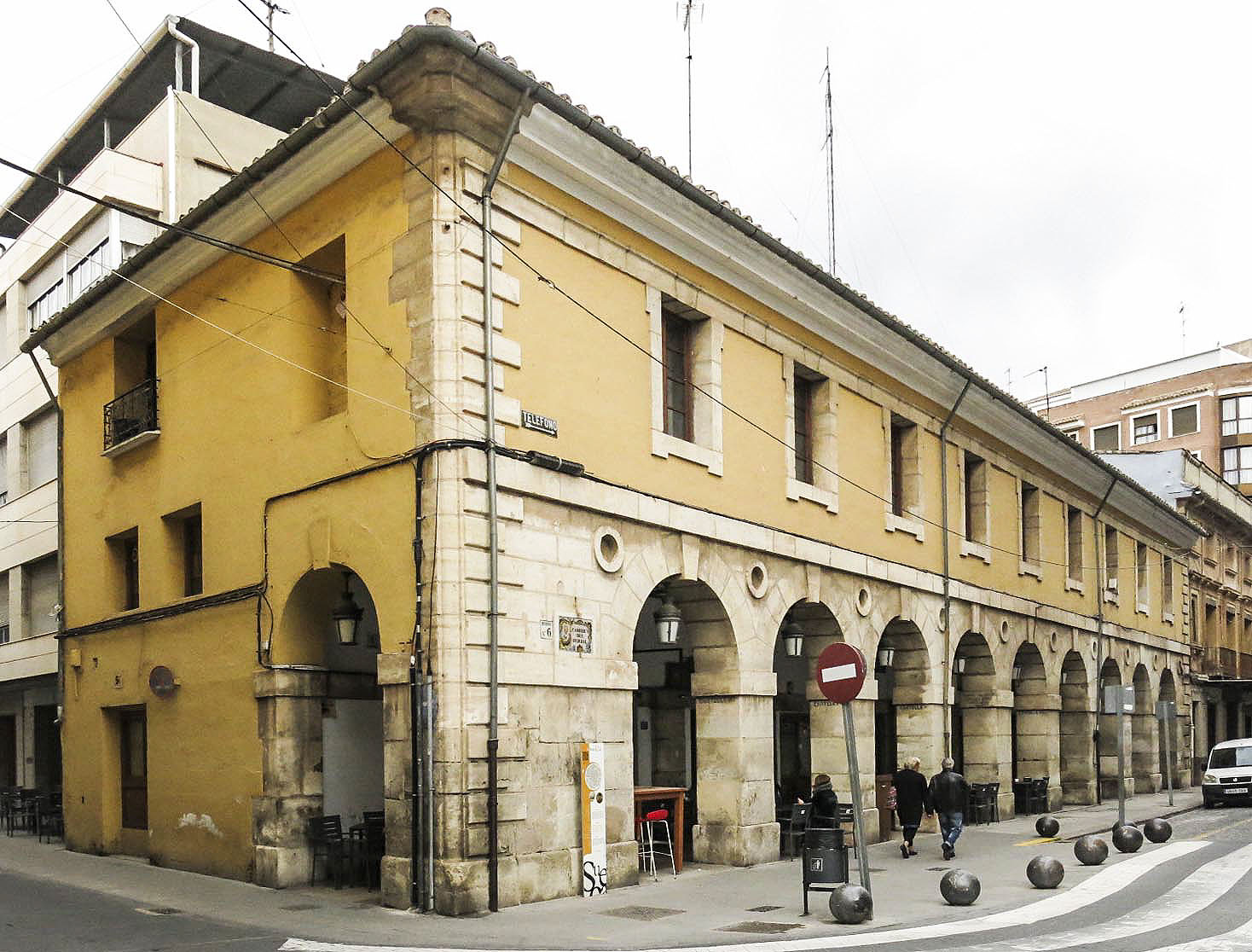
Los Portxets

- La Sala de exposiciones de los Portxets se ubica en una parte de este edificio emblemático construido en 1793. Cuenta con dos zonas, el Espacio Moret nombrado en memoria de Enrique Moret y la Sala Claros en memoria del pintor Alfredo Claros García. Recibe numerosas exposiciones temporales en diversos formatos.[73]
- El Museo Joan Fuster se ubica en la planta baja de la vivienda en la que residió el famoso escritor suecano Joan Fuster. En él se pueden encontrar documentos personales, incluyendo manuscritos de sus obras y fotografías, así como numerosas obras artísticas de Miró, Tàpies o Renau entre otros. Junto a él se encuentra el Centro de Documentación dedicado al autor y el Aula didáctica de Cultura Contemporánea.[74]
- El Museo del Chocolate se ubica en las antiguas instalaciones de la fábrica de Comas, fundada en 1870, y conserva todos los utensilios utilizados para elaborar este dulce manjar a lo largo de su historia.[75]
- El Museo Fallero acoge fundamentalmente los ninots indultados que cada año se salvan del fuego de la noche del 19 de marzo. También se pueden encontrar otros documentos sobre ha historia de estas celebraciones en Sueca.[76]
- El santuario de Nuestra Señora de Sales acoge desde 1991 un museo dedicado a esta advocación mariana que muestra obras de arte, objetos de culto y los diferentes mantos que visten la imagen de la patrona de la ciudad.[77]

### Fiestas y eventos culturales

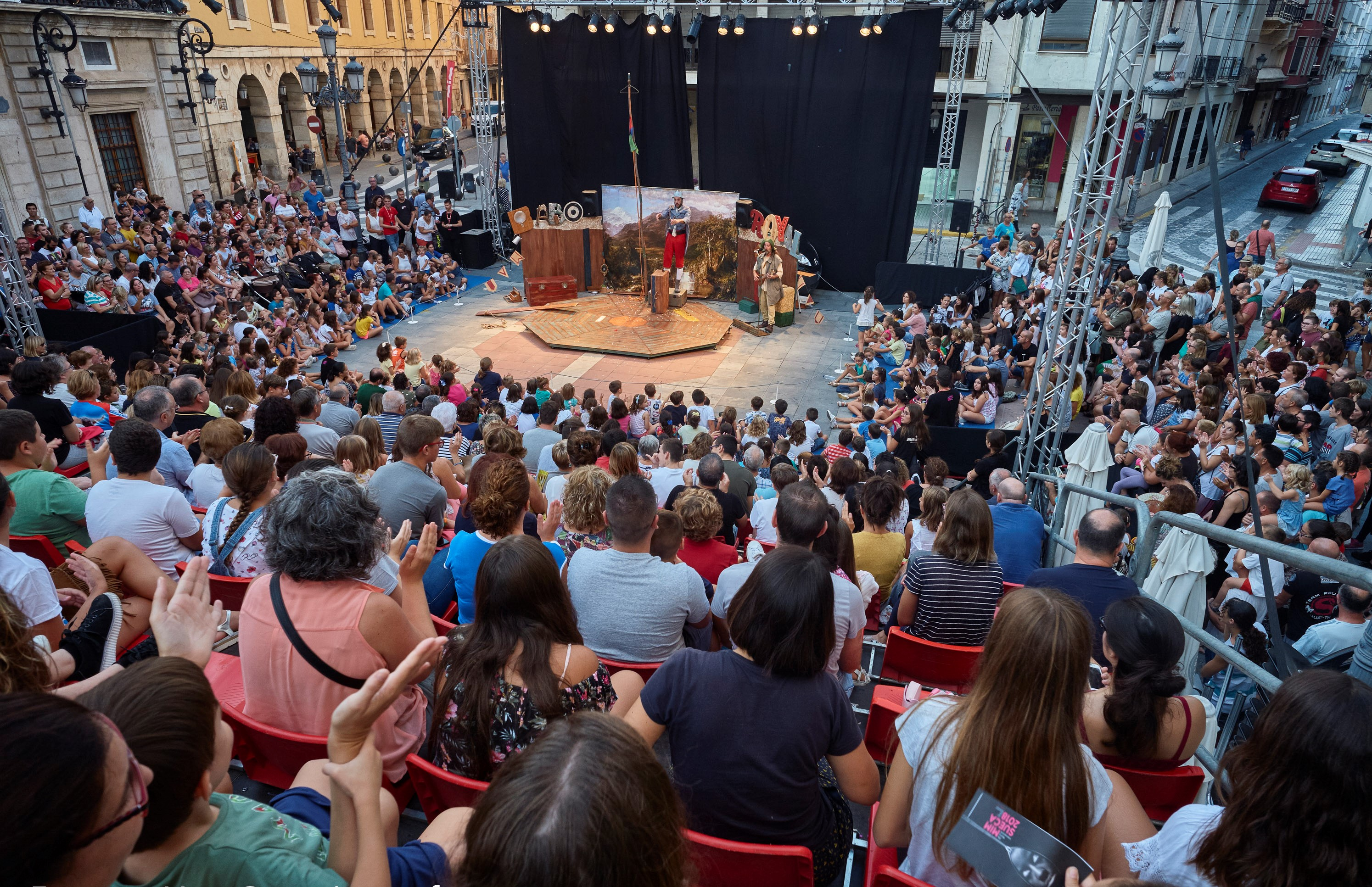
Espectáculo del festival MIM 2018

- La festividad de San Antonio consta de tres citas. El 17 de enero, festividad del santo, se celebra la misa, procesión y la bendición de animales y el reparto de panes y algarrobas en la capilla del Cristo del Hospitalet. Al día siguiente se inaugura la Feria del Porrate de San Antonio y el domingo siguiente tiene lugar la romería.[78]
- Sueca celebra también la fiesta de las Fallas desde 1876, y como todas estas celebraciones desde 2016 están declaradas Patrimonio cultural inmaterial de la Humanidad por la Unesco, además de tener el reconocimiento de Bien de interés cultural inmaterial. En todo el municipio existen 16 comisiones falleras que plantan sus respectivos monumentos mayores e infantiles el 15 de marzo de cada año para ser pasto de las llamas en la cremá de la noche del 19 del mismo mes, festividad de San José.[79][80]
- La Semana Santa se celebra en la ciudad con 13 procesiones protagonizadas por las imágenes religiosas de sus 8 cofradías.[81]
- En abril se celebra el festival de músicos locales Suecasona.[82]
- Entre mayo y junio desde 2005 se celebra el festival internacional de música clásica contemporánea Mostra Sonora en los espacios más emblemáticos de la localidad.[83]
- A mitad de junio se celebra en El Perelló la Feria del Tomate, una feria gastronómica dedicada a los productos locales, con especial atención a la variedad tomates cultivada en la zona. Además se celebran charlas, clases de cocina, demostraciones de productos y actividades turísticas e infantiles por la localidad.[84]
- El 29 y 30 de julio se celebra la romería de los santos Abdón y Senén hasta la Montaña de los Santos. La tarde del primer día se celebra la romería a la ermita donde se ofrendará a los santos patronos con las primeras espigas de arroz de la temporada y se subastará la beneitera, un recipiente para guardar el agua bendita allí recolectada. A la vuelta, la romería baja las reliquias de los mártires hasta la ciudad para al día siguiente celebrar su gran festividad con una procesión. Las reliquias permaneceen en la parroquia de Nuestra Señora del Carmen hasta el 9 de agosto cuando vuelven a su ermita.[85]
- A mediados de agosto los barrios de Sueca celebran sus fiestas dedicadas a la Divina Pastora, la Asunción de María o san Roque, en lo que colectivamente se llama Semana de San Roque o Semana de las Paellas. Son unas fiestas eminentemente familiares que suelen pasar en las playas de la localidad.[86]
- Los primeros días del mes de septiembre celebran las fiestas del Arroz en honor de los patronos de Sueca el Santísimo Cristo del Hospitalet —primer domingo anterior a la festividad de la Virgen— y Nuestra Señora de Sales el 8 de septiembre. En esta celebración destaca la procesión general con su componente folclórica.[87] En 1961 se unió a estas fiestas el homenaje al arroz con la celebración del Concurso internacional de Paellas que es el certamen gastronómico más antiguo de España,[88] la Cabalgata del arroz o la feria gastronómica Firarròs. Las fiestas fueron declaradas de interés turístico en 1968.[89]
- En septiembre también se celebra la Mostra Internacional del Mim en Sueca (MIM) que lleva más de 30 ediciones a sus espaldas. En él se da cabida a todas las versiones de mimo y teatro pantomímico desde la antigüedad hasta las propuestas más actuales.[90]
- Desde 2012 también se celebra en septiembre el festival Cinema Internacional de Merda de Sueca (CIM), un festival dedicado al cine gore películas de serie B y al cine trash.[91]
- De noviembre a enero es temporada de Tiradas, la caza de aves en los arrozales de la Albufera que se reguló por primera vez en 1855. Cada año el ayuntamiento saca a subasta las plazas autorizadas para llevar a cabo la actividad logando amplias sumas de dinero.[92]

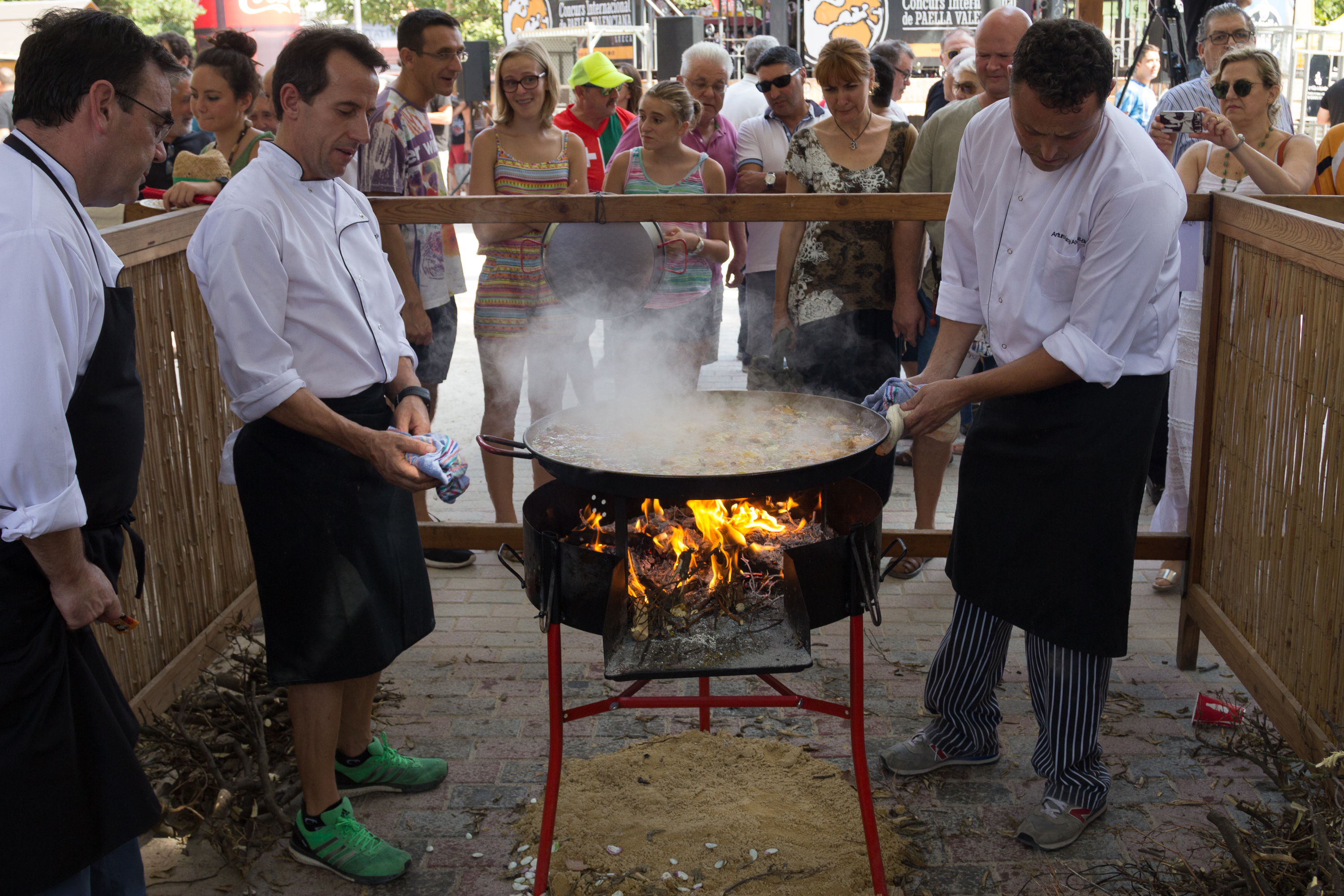
Cocineros preparando una paella en el concurso de 2016

### Gastronomía
Dada su ubicación en plena Albufera y su principal cultivo, el plato por antonomasia de Sueca es la paella valenciana.Es tal su importancia que la ciudad celebra cada año desde 1961 el Concurso internacional de Paellas, en el que varios cocineros procedentes de todo el mundo se dan cita para elaborar este plato, que será probado por un jurado profesional que premiará a la mejor paella del mundo. Otros cocinados del arroz tradicionales son el arroz con alubias y nabos y otros secos, melosos, caldosos o al horno. Precisamente, según la leyenda, la falta de arroz provocó la invención del otro plato característico de Sueca, la espardenyà, un guiso que combina la anguila típica de la Albufera con carne de pollo, pato o conejo, patatas y huevo escalfado, consumido en la Nochebuena por muchas familias.
Entre los dulces destacan diversos tipos de cocas: de yogur, de mistela, de calabaza, de nueces y pasas, de manteca de cerdo o de llanda; también los rollitos de San Blas y de Catalinas.

### Medios de comunicación
El periódico Levante-El Mercantil Valenciano lanza una edición diaria dedicada a publicar noticias sobre las dos comarcas de la ribera del Júcar con más detalle que su edición principal. La redacción de este medio se encuentra en Alcira desde donde cubre las noticias producidas en Sueca.
En cuanto a televisión local, Sueca dispone de una televisión pública creada en el año 2000 llamada Sueca TV que emite diariamente varias horas por TDT a través de la frecuencia de Sucro TV por donde también emite el medio Berca TV de Algemesí. Además, la emisora privada Ribera TV, que emite para ambas comarcas ribereñas del Júcar, también dedica importantes espacios de su programación a la ciudad suecana.

## Deporte
Existen alrededor de 35 clubes deportivos dedicados a más de 20 modalidades deportivas en Sueca. En fútbol destaca el SD Sueca fundado en 1934 que desde 2023 milita en la recién creada Lliga Comunitat Nord, la primera categoría regional de la Federación de Fútbol de la Comunidad Valenciana dentro del sistema de ligas español, aunque históricamente ha llegado a militar en Segunda División B. Otros equipos de la ciudad son Fútbol Sala Sueca, el C.F. Promesas debutante en 2014 y en Sueca United F.C. considerado el peor equipo indie del mundo al obtener solo 3 victorias y una cantidad similar de empates hasta 2022. Existen dos clubes de atletismo, el Club de Atletismo Sueca fundado en 1967 y el C.A. Corriols de Sueca. En 2007 se fundó el equipo de fútbol americano de los Sueca Ricers, que entre los años 2010 y 2014 disputó la Liga Nacional de Fútbol Americano. Otros clubes deportivos son el Escacs Sueca de ajedrez, el Club Escola Piragüisme Sueca de piragüismo y el C.E. Sutrail de montañismo.
Instalaciones deportivas

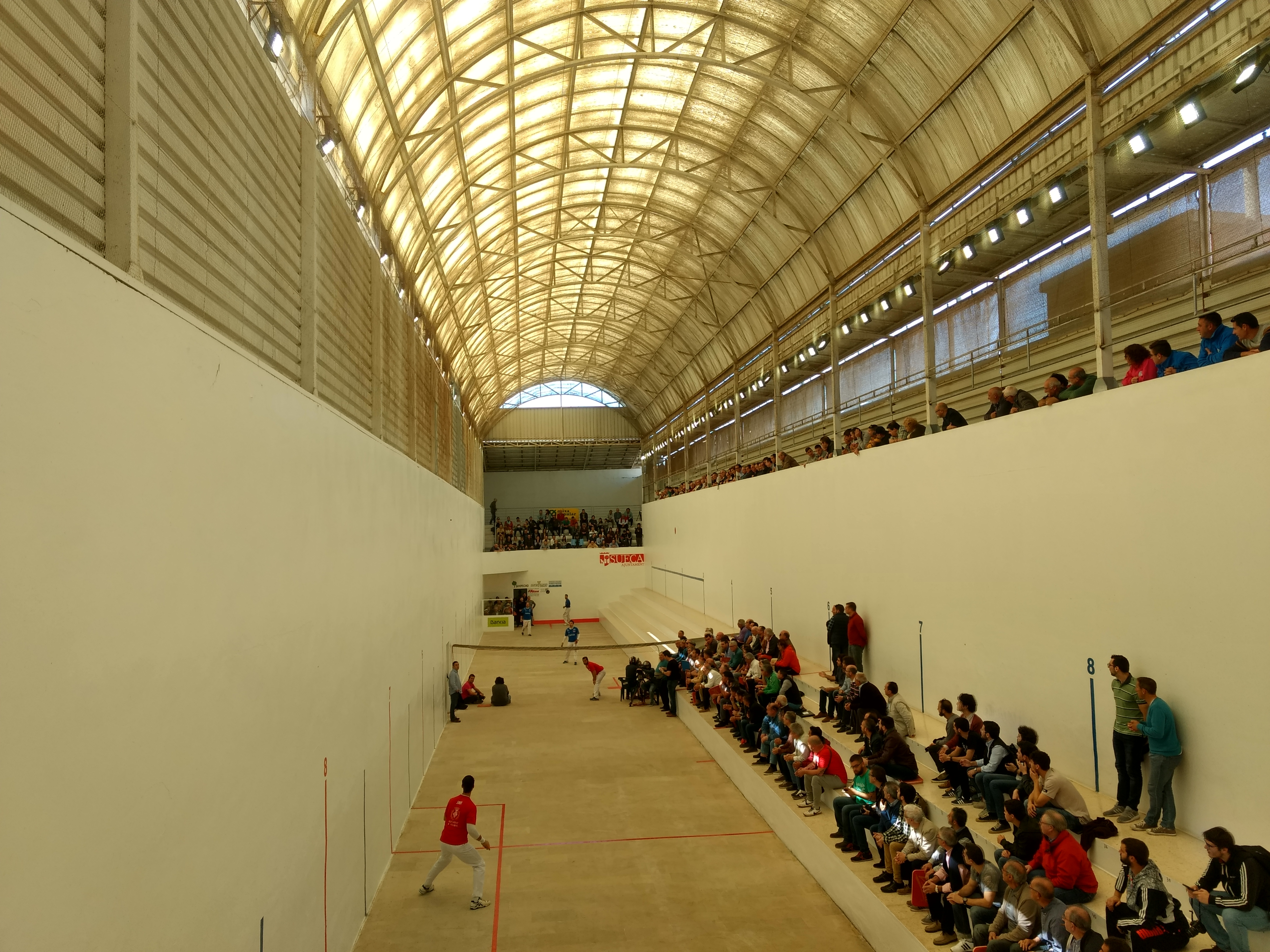
Interior del trinquete municipal

Prácticamente todas las instalaciones deportivas de la ciudad son de propiedad pública y dan servicio a las disciplinas más populares:
- El Pabellón polideportivo cubierto Raül Cuenca Monrabal[105] posee una pista polideportiva, sala polivalente, tatami y sala de billar.
- La Pista deportiva Les Oliveretes cuenta con una pista polideportiva y cuatro de petanca.
- El Estadio municipal Antonio Puchades cuenta con pista polideportiva, pista de atletismo, campo de fútbol, canchas de baloncesto, pistas de tenis y dos frontones.
- La Piscina municipal cuenta con un vaso de aprendizaje de 12,5 x 6 m y una piscina polivalente de 25 x 12,5 m.
- El Trinquete municipal para la práctica de pelota valenciana, que además está dotado de un ring de boxeo.
- Los polideportivos de El Perelló y Mareny de Barraquetes con diversas instalaciones multideportivas.
- El Club de Tenis de Sueca fundado en 1975 y propiedad privada, ofrece las instalaciones necesarias para la práctica del tenis, frontenis, pádel y squash.[106]
- EL S.D. Sueca juega sus partidos como local en el campo de su propiedad llamado El Infantil, inaugurado el 8 de mayo de 1982 cuenta con 1000 localidades y una superficie de césped artificial.[107]

## Ciudades hermanadas
- Desde el 27 de marzo de 1999 Sueca está hermanada con el municipio gerundense de Palafrugell, lugar de nacimiento de otro gran escritor contemporáneo en lengua catalana, Josep Pla.[108]
- La ciudad también está hermanada con la comuna francesa de Évreux.